# Intercity (Deutschland)

IC-Logo

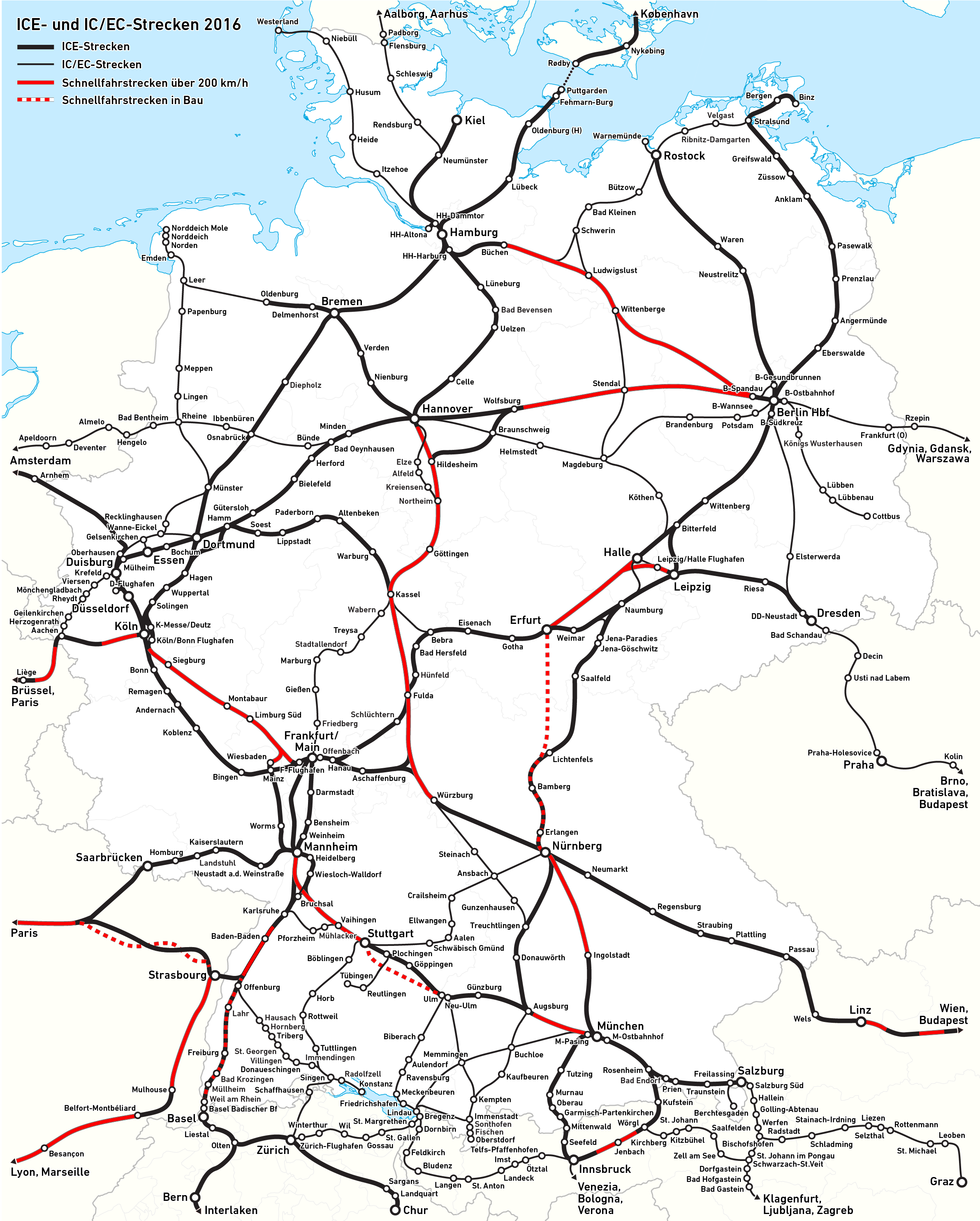
IC- und ICE-Streckennetz Deutschlands (Stand 2017)

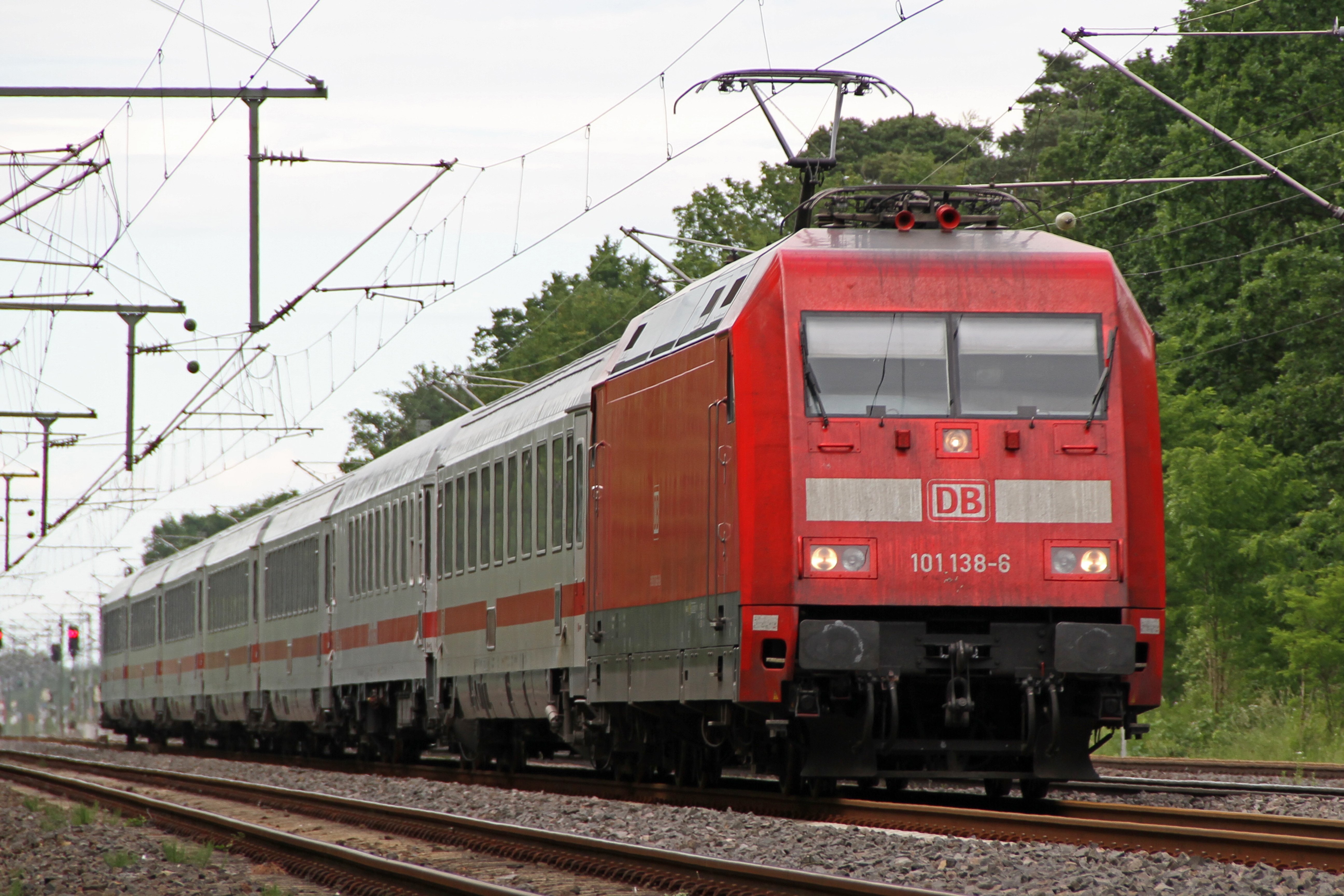
Ein Intercity der Deutschen Bahn

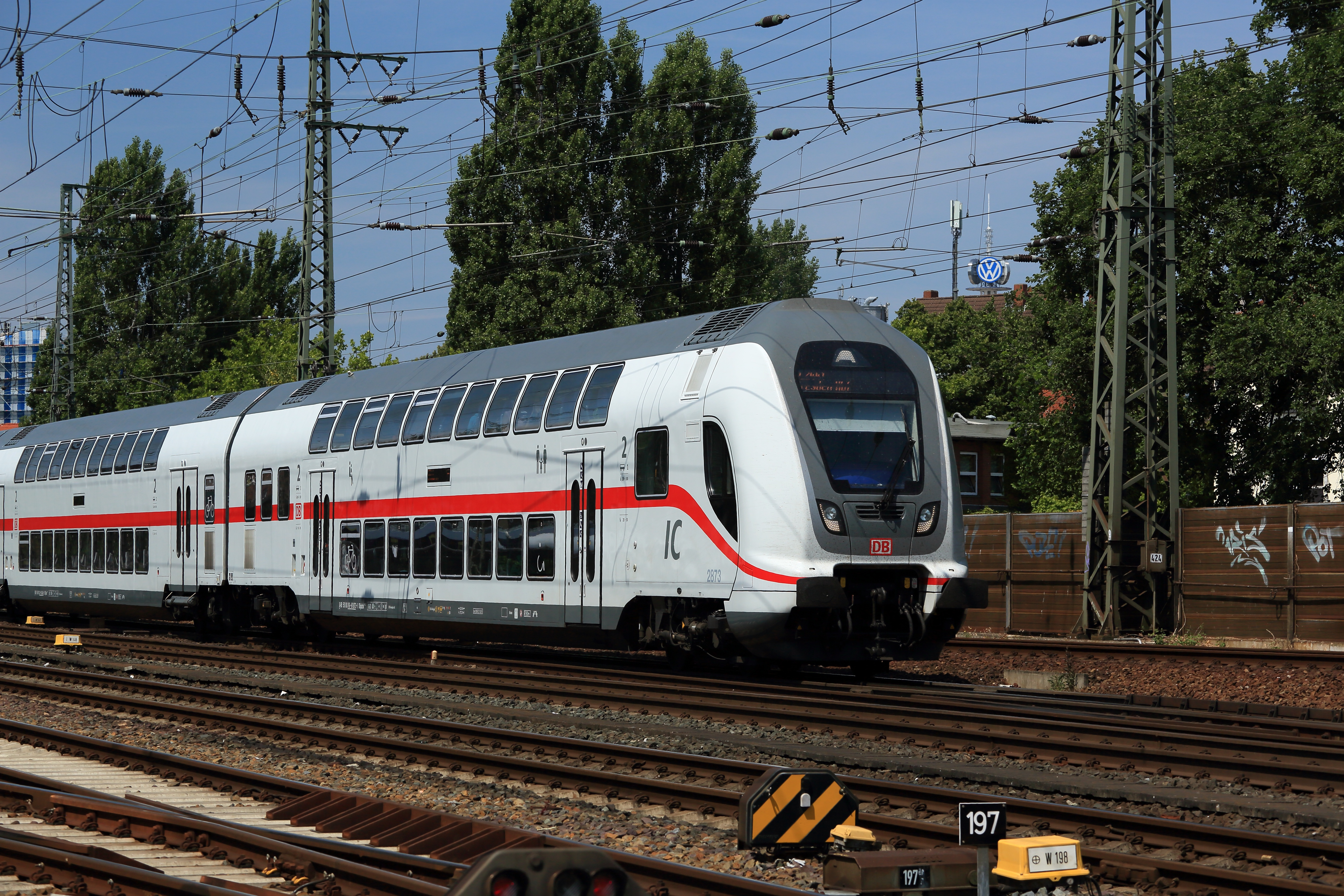
Steuerwagen eines neueren Intercitys der Deutschen Bahn

Der Intercity (kurz IC, frühere Schreibweise InterCity) ist eine auch international verwendete Zuggattung des Fernverkehrs, die in Deutschland unterhalb des Intercity-Express (ICE) positioniert ist.
In Deutschland wird der Intercity innerhalb des Deutsche-Bahn-Konzerns durch die DB Fernverkehr AG mit Sitz in Frankfurt am Main betrieben. Er verkehrt fast ausschließlich auf innerdeutschen Routen, sein Pendant für den grenzüberschreitenden Verkehr ist der EuroCity (EC).

## Geschichte

### Erste-Klasse-Angebot im Zweistundentakt ab 1971

Ehemaliges Logo der InterCitys in Deutschland (1971–1991)

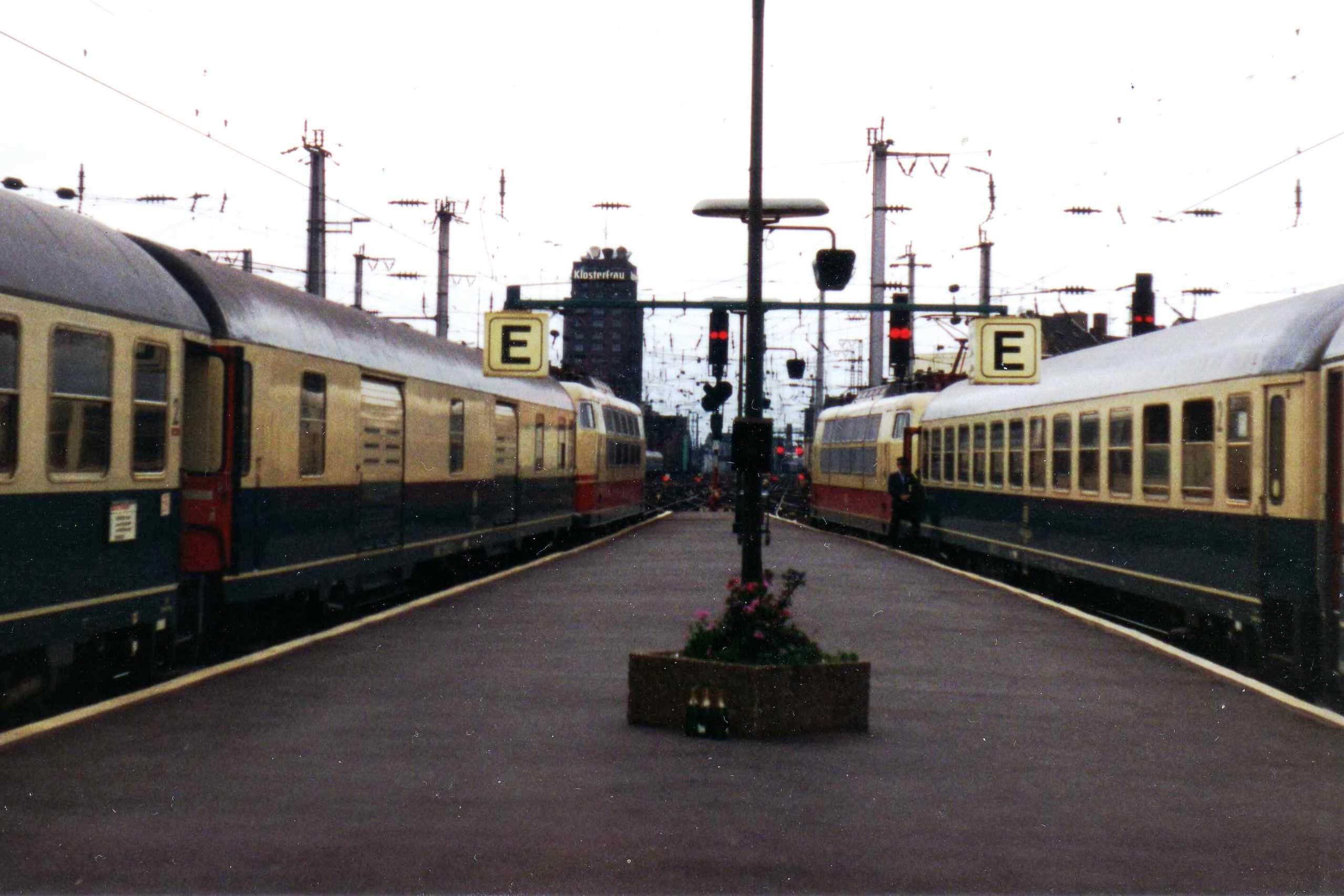
Das deutsche InterCity-Netz sieht bahnsteiggleiche Anschlüsse in Knotenbahnhöfen vor, hier Köln Hbf, 1980:
links IC 625 „Meistersinger“ (Hannover – Wuppertal – Wiesbaden – München),
rechts IC 109 „Rheinpfeil“ (Hamburg – Duisburg – Mainz – Basel)

Der InterCity-Verkehr der Deutschen Bundesbahn wurde am 26. September 1971 aufgenommen. Die Schreibweise war von Anfang an unterschiedlich. So kündigte eine Werbeseite im Sommerkursbuch 1971 an: „InterCity-Züge: Deutschland im 2-Stunden-Takt – Intercity-Züge fahren vom 26. September 1971 an.“
Die InterCity-Züge lösten 1971 die langjährige Gattung Fernschnellzug (F) ab und fuhren im Gegensatz zu diesem in einem Taktfahrplan mit sogenannten „Systemhalten“ auf vier Linien (siehe Streckennetz 1971), welche die wichtigsten Wirtschaftszentren der damaligen Bundesrepublik Deutschland (Bremen, Hamburg, Hannover, Rhein/Ruhr, Rhein/Main, Rhein/Neckar, München und Nürnberg) und Basel miteinander verbanden. „Systemhalt“ bedeutet dabei, dass an diesem Bahnhof jeder Zug dieser Linie einen planmäßigen Halt hatte. Dabei waren die Fahrpläne von Beginn an so gestaltet, dass in fünf wichtigen Knotenbahnhöfen jeweils zwei Züge verschiedener Linien gleichzeitig am selben Bahnsteig gegenüberstanden und so Umsteigeverbindungen mit minimalem Zeitaufwand, aber größtmöglicher Anschlusssicherheit boten. In den genannten Bahnhöfen warteten die IC-Züge im Verspätungsfalle in der Regel bis zu 10 Minuten aufeinander (sogenannte IC-Korrespondenz-Anschlüsse). Nach Angaben der DB war das InterCity-System das erste Fernzug-System der Welt, das in einem regelmäßigen Zwei-Stunden-Takt verkehrte. Die Fahrzeiten der Züge waren allerdings sehr ambitioniert geplant, darum mussten sie im Sommerfahrplan 1972 gestreckt werden, um eine höhere Pünktlichkeit zu erreichen. Eine Sonderform stellte der, zusammen mit dem regulären IC eingeführte, Messe-Intercity (M) dar. Hierbei handelte es sich um saisonale Zusatzzüge zur Hannover-Messe, die jedoch schon ab dem Winterfahrplan 1975/1976 als Zuggattung Messe-Schnellzug, ebenfalls mit M abgekürzt, geführt wurden.
Zu den weiteren Komfortmerkmalen zählten auch größere, klimatisierte Abteile und höhere Geschwindigkeiten. Nachdem zur Bremsung der Konjunktur der Haushalt für den Oberbau reduziert wurde und zugleich der Verkehr zunahm, konnten die InterCity-Züge zunächst nicht mit der angestrebten Höchstgeschwindigkeit von 200 km/h verkehren. Erst 1978 standen über 100 Kilometer Ausbaustrecken zur Verfügung, die mit 200 km/h befahrbar waren, während die dafür notwendigen Lokomotiven bereits Jahre zuvor vorhanden waren. Der InterCity unterlag einer besonderen Betriebsüberwachung für den InterCity-Verkehr (Bü-IC) bei der neu geschaffenen Zentralen Transportleitung. Der InterCity-Verkehr mit 200 km/h erforderte bis zum Mai 1991 Ausnahmegenehmigungen von der Eisenbahn-Bau- und Betriebsordnung, die bis dahin lediglich Höchstgeschwindigkeiten der Personenzüge bis 160 km/h vorsah.
Innerhalb von drei Monaten nach Einführung des InterCity-Systems nahm die Zahl der Reisenden im Fernverkehr um 40 Prozent zu, während im gleichen Zeitraum zehn Prozent weniger Reisende im Schnellzug (D) unterwegs waren. Die Einführung der Züge wurde von einer Werbekampagne unter dem Motto Intelligenter Reisen begleitet.
Anfangs handelte es sich um Züge, die nur Wagen der ersten Wagenklasse sowie einen Speisewagen führten und im Zwei-Stunden-Takt verkehrten. Hierbei waren die (ebenfalls rein erstklassigen) TEE-Züge auf den betreffenden Strecken in den IC-Takt integriert. Damit wurde eine Überlegung verwirklicht, die eine 1967 eingesetzte Arbeitsgruppe zur Weiterentwicklung des bestehenden Fernzugnetzes ausgearbeitet hatte. Diese Gruppe hat vermutlich auch den Begriff InterCity erstmals geprägt, in jedem Fall wurden zum Winterfahrplan am 29. September 1968 sechs neue Fernschnellzug-Paare eingeführt und neben ihrem üblichen Namen zusätzlich (auch im Kursbuch) mit InterCity A bis F bezeichnet. Vier davon verkehrten mit TEE-Triebwagen der Baureihe 601, deren TEE-Emblem hierzu durch ein „InterCity“-Schild ersetzt wurde; die Zugpaare A und C verkehrten lokbespannt. Die Zusatzbezeichnung „InterCity“ wurde bereits zum Sommerfahrplan am 1. Juni 1969 wieder aufgegeben, zumal diese Zugpaare auch kein zusammenhängendes Netz und erst recht keinen Taktfahrplan bildeten.
Schon bald nach der Einführung 1971 zeigte sich, dass dieses auf die erste Klasse beschränkte Zugangebot im Zweistundentakt, welches sich eher an einen begrenzten Kundenkreis (überwiegend Geschäftsreisende) wandte, nicht zu halten war, da dieser immer mehr zum Flugzeug wechselte. Auch das 1973 eingeführte Intercity-Ergänzungsnetz aus DC-Zügen half hier nicht viel, zumal es selber nicht von Erfolg gekrönt war. Besonders als die Deutsche Bundesbahn 1974 im Fernverkehr Verluste verbuchen musste, wurden Alternativen gesucht. Daher wurde eine Arbeitsgruppe eingesetzt, die neue Lösungsmöglichkeiten erarbeiten sollte und direkt dem Vorstand unterstand. Es wurde erkannt, dass der Zweiklassigkeit des Systems die Zukunft gehören könnte. Untersuchungen dieser Arbeitsgruppe ergaben, dass 80 Prozent aller Fernreisenden sich auf den vier Linien des bisherigen IC-Netzes bewegten, das aber nur 21 Prozent des gesamten Fernzug-Netzes umfasste. Diese Gruppe galt es für ein neues Angebot zu gewinnen. Nach erheblichen Widerständen aus dem Betriebsdienst, ein Exklusivangebot für eine gehobene Klientel aufzugeben, was einigen Kreisen zu weitgehend erschien, wurde am 4. Oktober 1977 vom DB-Vorstand beschlossen, die Intercity-Züge künftig generell zweiklassig und im Stundentakt anzubieten.
Die ersten zweiklassigen IC-Züge fuhren bereits ab 1976 auf der weniger aufkommensstarken Linie Bremen – München. Es handelte sich aber nur um einzelne Züge, deren Auslastung in der ersten Klasse unbefriedigend war und die daher zum Streichkandidaten wurden, was jedoch das Konzept eines jederzeit und überall verfügbaren Netzes zerstört hätte. Dieser Versuch führte endgültig zu der Erkenntnis, dass die Zukunft des IC im zweiklassigen System liegen könnte. Vor der generellen Einführung des neuen IC-Systems erfolgte zuvor ab dem Sommerfahrplan 1978 ein Test auf der Strecke Hamburg – Köln mit IC-Zügen erster und zweiter Klasse in einem angenäherten Stunden-Takt.

### Zweiklassiges Netz im Stundentakt ab 1979

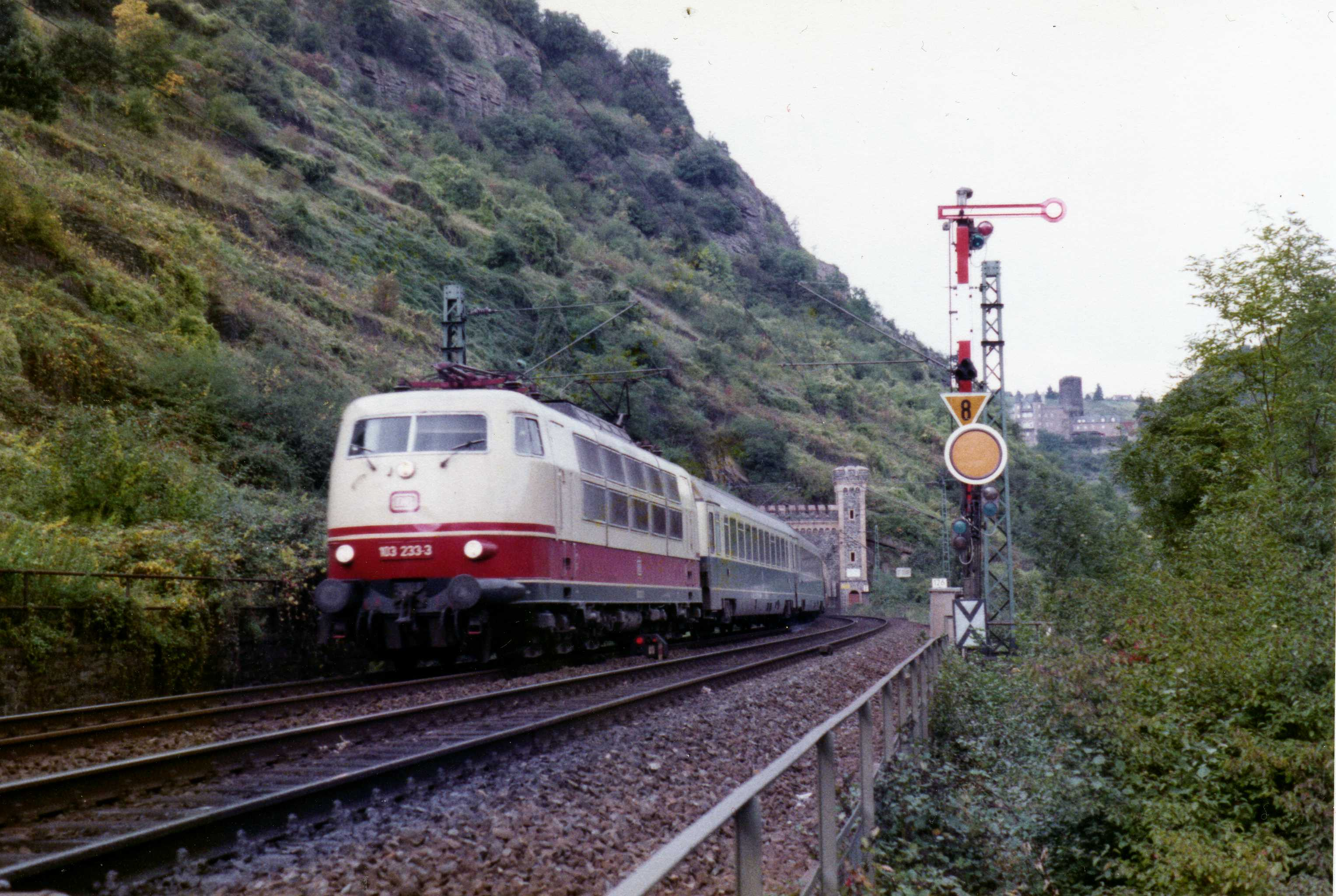
IC 515 „Senator“ (Hamburg – München) auf der linken Rheinstrecke am Bank-Tunnel gegenüber der Loreley mit neuen klimatisierten Zweite-Klasse-Großraumwagen (1984)

Zum Beginn des Sommerfahrplans am 27. Mai 1979 wurde das Programm IC ’79 mit den Slogans „Jede Stunde, jede Klasse“ und „nur die Straßenbahn fährt öfter“ in allen Zügen auch mit Wagen der zweiten Wagenklasse eingeführt und der Takt auf einen exakten Stundenrhythmus verdoppelt. Allerdings entfielen dafür auf den IC-Strecken insbesondere zu den Fahrplanwechseln 1979 und 1985 eine ganze Reihe der bisherigen tagsüber verkehrenden Schnellzüge. Vom wachsenden IC-Netz weitgehend unbeeinflusst blieben hingegen die als Nachtzüge verkehrenden Schnellzüge; deren Anzahl ging erst später zurück. Während Schnellzüge mit Fahrkarten über 50 Kilometer Fahrtlänge zuschlagfrei benutzbar waren, wurde bei IC-Zügen von 1971 bis 1991 unabhängig von Fahrkarte und im IC zurückgelegter Strecke ein pauschaler Zuschlag erhoben. In der zweiten Klasse betrug er über viele Jahre hinweg 5 DM.
Für IC 79 wurde konsequent alles unternommen, um die Reisezeiten zu verkürzen. Neben dem sukzessiven Ausbau der Strecken für eine Höchstgeschwindigkeit von 200 km/h wurde seitens der Züge weitestgehend auf Kurswagen und das damit verbundene zeitaufwändige Kuppeln und Rangieren verzichtet. Andererseits wurden Regionen, deren Fahrgastaufkommen für einen Stundentakt nicht ausreichte, dennoch mit einzelnen aus dem Kernnetz heraus weitergeführten IC-Zügen umsteigefrei angebunden, beispielsweise Kopenhagen, Amsterdam, Aachen, Saarbrücken, Garmisch-Partenkirchen, Wien, Genf und Mailand. Anfangs wurden diese Einzelzüge auf den Abschnitten außerhalb Deutschlands als Schnellzüge klassifiziert.
Um die Aufenthaltszeiten in den Unterwegsbahnhöfen zu minimieren, führten IC-Züge – von wenigen Ausnahmen abgesehen – im Gegensatz zu Schnellzügen weder Gepäckwagen noch Bahnpostwagen, wodurch es kein zeitraubendes Ladegeschäft mehr während der knapp bemessenen Halte gab. Außerdem wurden 1979 auf allen IC-Bahnsteigen weiße Leuchtwürfel mit großen Kennbuchstaben A bis (zunächst) E im Abstand von 53 Metern (zwei Wagenlängen) aufgestellt, um den Reisenden ein möglichst schnelles Einsteigen ohne lange Suche des Wagens mit den reservierten Plätzen zu ermöglichen. Zuvor standen hierzu allein die Wagenstandanzeiger auf dem Bahnsteig zur Verfügung; eine exakte Positionsbestimmung eines Wagens am Bahnsteig war dem Fahrgast damit nicht möglich gewesen.
Waren im 1978er-Test die Wagen der ersten Klasse am südlichen Zugende eingereiht, wurde auf Wunsch der SBB die Wagenreihung so geändert, dass sich zwischen Hamburg, Köln und Basel die Wagen der ersten Klasse am nördlichen Zugende befanden (in Basel SBB müssen Züge aus Deutschland immer die Fahrtrichtung ändern). Auf diese Weise standen die Wagen der ersten Klasse bei Ankunft im Kopfbahnhof Zürich Hauptbahnhof am Bahnsteigende/Querbahnsteig. Dies war ein Zugeständnis der DB an die SBB, damit letztere der Führung von IC-Zügen auf ihren Gleisen zustimmen. Damit wurde jedoch in Kauf genommen, dass sich die Wagen der ersten Klasse in den Kopfbahnhöfen von Frankfurt am Main oder München nicht am Querbahnsteig, sondern „weit draußen“ befanden.
Neben dem Taktfahrplan zeichnete sich das IC-Netz von Anfang an dadurch aus, dass der Reisende in den Verknüpfungsbahnhöfen Hannover Hauptbahnhof, Dortmund Hauptbahnhof, Köln Hauptbahnhof, Mannheim Hauptbahnhof und Würzburg Hauptbahnhof durch Korrespondenzhalte die Möglichkeit hatte, am gleichen Bahnsteig von einer Linie in den Zug der anderen Linie zu wechseln. Aus der Netzkonfiguration ergab sich, dass sich ab 1979 in allen Korrespondenzbahnhöfen die Wagen der ersten bzw. zweiten Klasse an den Bahnsteigen jeweils gegenüberstanden, wodurch die Umsteigezeiten von IC zu IC minimiert werden konnten.
Da aber noch befürchtet wurde, dass die bisherigen Erste-Klasse-Reisenden die neuen Züge meiden könnten, wurden nicht nur die erste und zweite Klasse in den InterCitys durch den dazwischen eingereihten Speisewagen getrennt, sondern auch insgesamt sieben rein erstklassige TEE-Zugläufe neu angeboten, welche auf wichtigen Strecken zeitlich vor den eigentlichen Taktzügen verkehrten. Später wurden diese Züge aber mangels Nachfrage wieder aufgegeben, das Potential für ein eigenes Premium-Angebot parallel zu den sich etablierenden doppelklassigen InterCitys erwies sich als zu gering. 1987 verkehrte in Deutschland der letzte TEE.

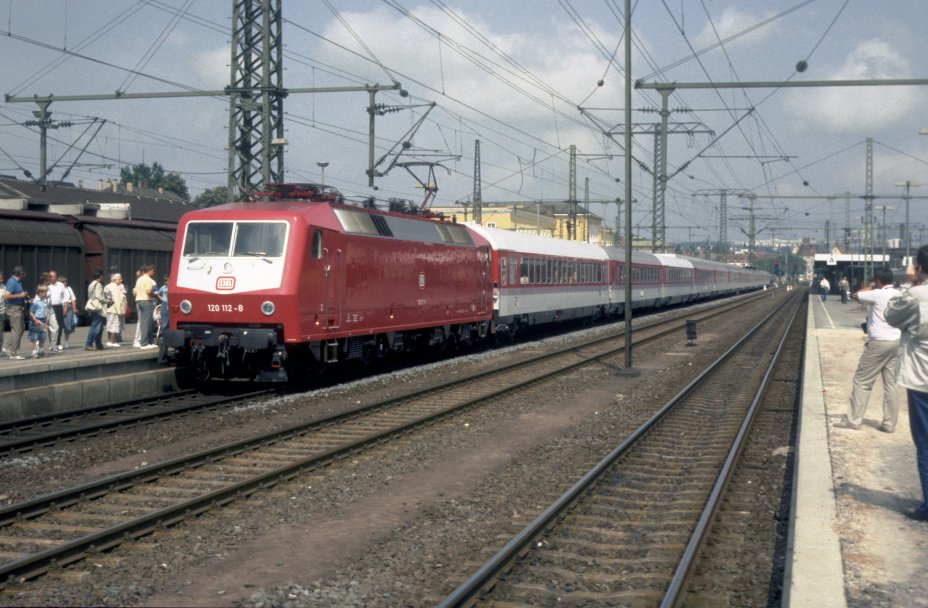
Bei Eröffnung der Neubaustrecke Fulda–Würzburg 1988 kamen die neuesten Fahrzeuge zum Einsatz: Baureihe 120 mit IC-Wagen in den sogenannten Produktfarben

Bereits 1985 (siehe Streckennetz 1985) wurde das IC-Netz von vier auf fünf Linien erweitert, so dass zwischen Rhein/Ruhr und Rhein/Main nun drei statt zwei Züge pro Stunde und Richtung verkehrten. Damit sollten Überbesetzungen der Züge auf dem relativ kurzen, aber stark nachgefragten Abschnitt zwischen diesen beiden zentralen Ballungsräumen vermieden oder wenigstens gemindert werden. Eine weitere markante Umstrukturierung erfolgte 1988, als der erste längere Neubaustrecken-Abschnitt Fulda–Würzburg in Betrieb ging (siehe Streckennetz 1988).

### Ablösung durch den ICE ab 1991
Kurz nach der Deutschen Wiedervereinigung 1990 gingen zum 2. Juni 1991 nach zwei Jahrzehnten Planungs- und Bautätigkeit die Schnellfahrstrecken Hannover–Fulda und Mannheim–Stuttgart in Betrieb. Mit der gleichzeitigen Aufnahme des ICE-Verkehrs wurden neue IC-Linien eingerichtet und die Linie von Hamburg über Göttingen und Mannheim nach München von IC- auf ICE-Züge umgestellt und dadurch beschleunigt.
In den folgenden Jahren wurden weitere Linien neu geschaffen und/oder auf ICE umgestellt, allerdings werden einige Strecken heute wieder konkurrierend bedient, da nach der Einstellung der Interregio-Züge (IR) einige der ehemaligen IR-Linien zu IC-Linien „aufgewertet“ wurden. So verkehren auf der Relation Rhein/Ruhr – Rhein/Main ICE-Züge meist über die Schnellfahrstrecke durch den Westerwald, während IC/EC-Züge die touristisch reizvollere Verbindung entlang des Rheins befahren, der Reisezeitunterschied beträgt etwa eine Stunde.
Im Jahr 2000 erbrachten die EC/IC-Züge eine Beförderungsleistung von 11,3 Milliarden Personenkilometern (Pkm), das waren 0,6 Milliarden Pkm weniger als im Vorjahr.
Im Oktober 2001 begann eine umfassende Modernisierung des Wagenparks: Am 14. März 2002 wurde ein erster erneuerter IC/EC-Wagen vorgestellt. Insgesamt wurden 200 Millionen Euro investiert, um die 1198 Fahrzeuge der insgesamt rund 1750 IC/EC-Wagen umfassenden Flotte für wenigstens zehn weitere Betriebsjahre zu ertüchtigen. Im Sommer 2012 begann ein weiteres Redesign-Programm, bei dem ein Großteil der IC-Wagen neue Sitze und weitere Detailmodernisierungen erhält.
Rangierten IC-Züge früher an der Spitze des nationalen Eisenbahnverkehrs, sind sie heute hinsichtlich Komfort, Service und Reisezeiten unterhalb der ICE-Züge einzuordnen. So finden sich seit Abstellung der DB-Intercity-Bordrestaurantwagen Bordrestaurants nur noch in einzelnen Zügen, die mit Wagenmaterial ausländischer Eisenbahngesellschaften betrieben werden, ansonsten gibt es meist lediglich einen Bordbistro-Wagen mit gegenüber einem vollwertigen Bordrestaurant eingeschränktem Service. Die IC-Züge der Linie 61 (Karlsruhe–Stuttgart–Nürnberg) verkehren seit dem Fahrplanwechsel im Juni 2011 gänzlich ohne gastronomischen Service, nachdem der nach Wegfall der Bordbistros im Dezember 2010 als „Ersatz“ eingeführte Snack-Caddy-Service ebenfalls eingestellt wurde. Zudem halten die IC-Züge auf Strecken mit konkurrierendem ICE-Verkehr bisweilen öfter oder verkehren über andere (meist langsamere) Strecken. Auch sind bisweilen ehemalige Interregio-Wagen mit geringerem Komfort unterwegs, insbesondere sind nicht immer alle Wagen eines Zuges klimatisiert. Während in der zweiten Klasse hauptsächlich Großraumwagen eingesetzt werden, sind in der ersten Klasse vielfach nur Abteilwagen oder nur Großraumwagen anzutreffen.

### Geplante Weiterentwicklung

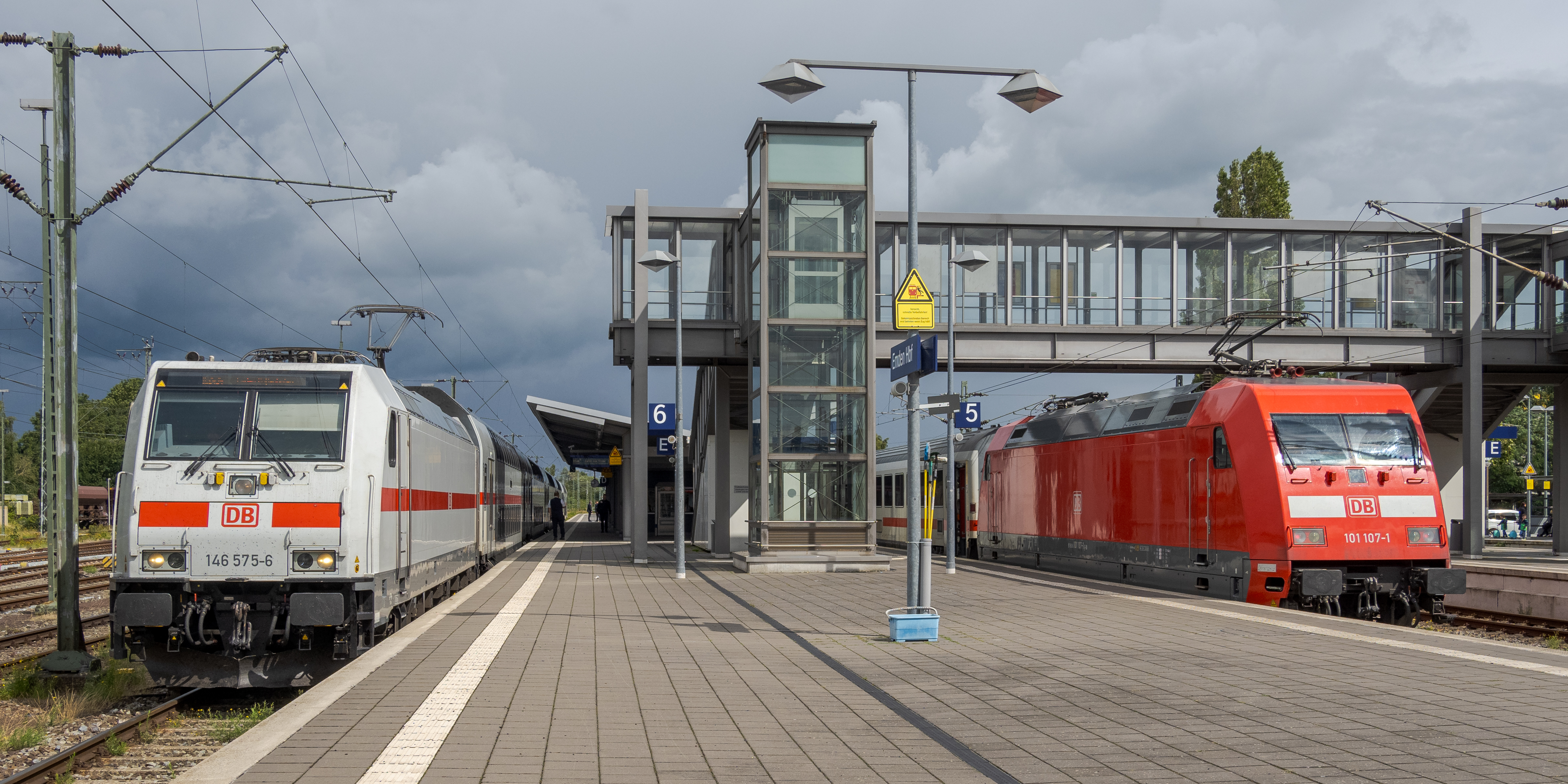
IC-Züge zu den Fährhäfen in Emden Hbf (2023)

Am 18. März 2015 gab die Deutsche Bahn unter dem Titel „Mehr Bahn für Metropolen und Regionen – Die größte Kundenoffensive in der Geschichte des DB Fernverkehrs“ ihr Zukunftskonzept für den Schienenfernverkehr bis 2030 bekannt. Nach diesem Konzept soll das Kernnetz des Fernverkehrs ausschließlich durch den Intercity-Express bzw. vergleichbare Produkte der Eisenbahnen der Nachbarstaaten (zum Beispiel TGV und Railjet) bedient werden. Die Zuggattung Intercity soll auf einem erweiterten Liniennetz hingegen zusätzliche Strecken in der Fläche bedienen und Direktverbindungen aus Mittelzentren ermöglichen. Auch Strecken, auf denen bisher kein Fernverkehr angeboten wurde, sollen in das neue Intercity-Netz integriert werden und so für fast alle Städte mit mehr als 100.000 Einwohnern einen Anschluss an das Fernverkehrsnetz der Deutschen Bahn ermöglichen. Alle Intercity-Linien sollen (mit Ausnahme einzelner Strecken mit überwiegend touristischer Bedeutung) im Zweistundentakt bedient werden.
Um die Ziele des Konzeptes zu ermöglichen, wird eine stärkere Tarifintegration Fern-/Nahverkehr angestrebt. Dies wird zum Beispiel zwischen Stuttgart und Singen bereits umgesetzt, für die Anerkennung von Nahverkehrsfahrkarten ab Dezember 2017 erhält die Deutsche Bahn einen finanziellen Ausgleich für die Mindereinnahmen vom Land Baden-Württemberg. Im Gegenzug entfällt für das Bundesland der Bedarf, auf dieser Strecke einen Regional-Express zu bestellen. Daneben sollen im neuen Intercity-Netz vorwiegend Doppelstockzüge eingesetzt werden, die über nur noch „einfache Bordgastronomie“, also keine Bordbistros mehr verfügen.

## Fahrzeugeinsatz

### Ursprünglicher Wageneinsatz

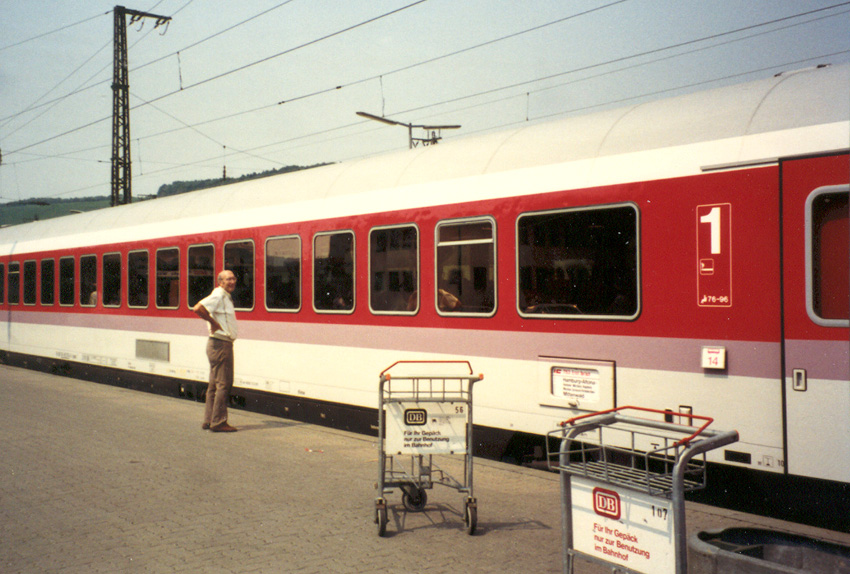
Erste-Klasse-Großraumwagen im IC 783 „Ernst Barlach“ (Juli 1989)

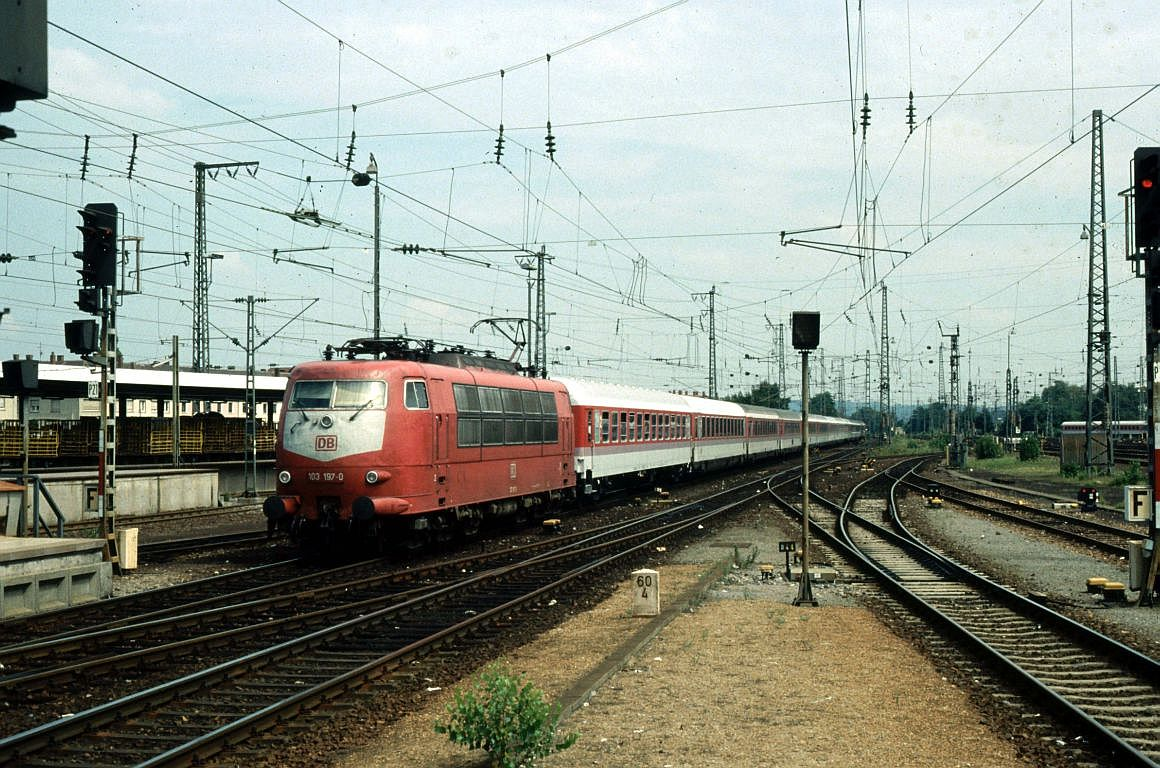
Intercity-Wagengarnitur mit Baureihe 103 der DB in Orientrot/Pastellviolett in Karlsruhe (August 1995)

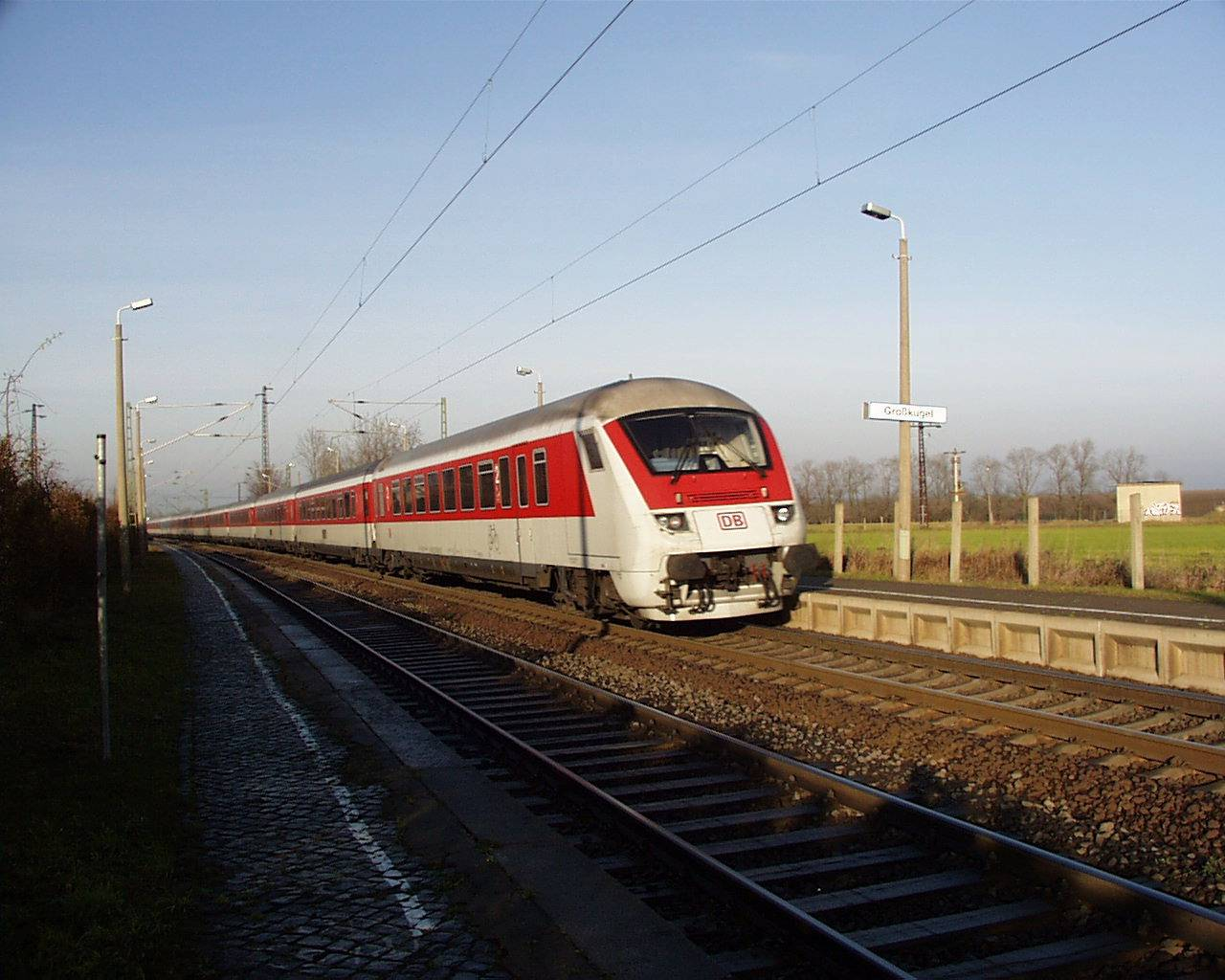
Intercity der DB in verkehrsrot (alte Lackierung) bei Durchfahrt durch den Bahnhof Großkugel (2000)

Ab 1971 wurden die vormals in TEE-Zügen verwendeten Rheingold-Wagen nunmehr im IC-Dienst eingesetzt. Dies waren 99 klimatisierte erstklassige Großraumwagen mit 48 Plätzen, Typ Apmh-62 (Apmz121), und 266 Abteilwagen Avmh-62 (Avmz111) mit nur neun Abteilen mit den Baujahren 1962 bis 1975. Die letzte Lieferserie von 1975 der Avmz-Wagen war bis zum Umbau auf Drehfalttüren bis zur Jahrhundertwende mit Schwenkschiebetüren ausgestattet.
Als Verstärker waren bis zur Lieferung von 100 Eurofima-Abteilwagen der ersten Klasse im Jahr 1977 blaue Schnellzugwagen des Typs Am203 des vorhergehenden Fernschnellzug-Netzes erforderlich. Ab 1975 kam ein neuartiger Großraumwagen des Typs Apmz122 mit leicht veränderten Fenstern und ebenfalls neuen Schwenkschiebetüren (wie bei den Avmz) und nun 51 Plätzen hinzu. Einzelne ehemalige TEE-Wagen sind noch im IC-Einsatz zu finden.
Zwischenzeitlich planten aber fünf europäische Eisenbahnverwaltungen die gemeinsame Bestellung neuer Standardwagen, die in den Abmessungen den bisherigen IC-Wagen entsprachen. Diese Wagen wurden von der Eurofima finanziert. Nach ersten Prototypen 1972 und 1974 kamen ab 1976 europaweit 500 Wagen der Typen A9 (erste Klasse mit neun Abteilen) und B11 (zweite Klasse mit elf Abteilen) in die Produktion, wovon die DB 100 Wagen als Avmz207 (heute Avmz 108) im TEE-Anstrich als IC-Wagen einstellte. Nach Umbau der meisten Wagen auf druckdichte Ausführung wurden diese als Avmz107 eingereiht.
Zu den im IC-Verkehr eingesetzten Wagen gehören auch Speisewagen der Bauarten WRmz132, WRmz135, der Quick-Pick-Wagen WRbumz139 und die Halbspeisewagen der Typen ARmz211, ARmz217 und ARmz218. Später wurden aus „QuickPick“-Wagen umgebaute druckdichte BordRestaurant-Wagen des Typs WRmz137 sowie ab 1991 DR-Wagen Bauart WRm130 ebenfalls in IC-Zügen verwendet.
Mit der Einführung von IC-Zügen erster und zweiter Klasse ab 1976 bestand der A-Block in der Regel aus drei Wagen erster Klasse, der B-Block aus bis zu sieben ebenso für 200 km/h umgerüsteten Schnellzugwagen des Typs Bm234, die zur Unterscheidung von den bisherigen Wagen ab 1979 als Bm235 bezeichnet wurden. Bis 1985 konnten auf der IC-Linie 1 (Hamburg – Rhein/Ruhr – München) bis zu vier Erste-Klasse-Wagen in einem Zug beobachtet werden. Auf der Linie 4 (Bremen – Hannover – München) kamen dagegen meist kürzere Zuggarnituren mit nur zwei Erste- und fünf bis sechs Zweite-Klasse-Wagen zum Einsatz. Anfang der 1980er Jahre weist eine Statistik über die damals 150 IC-Züge als häufigste Konfigurationen aus:
- 33 Züge: 6 Wagen 2. Klasse / Speisewagen / 3 Wagen 1. Klasse
- 29 Züge: 7 Wagen 2. Klasse / Speisewagen / 3 Wagen 1. Klasse
- 24 Züge: 7 Wagen 2. Klasse / Speisewagen / 4 Wagen 1. Klasse

Schnell wurde aber der Komfortunterschied der DB-IC-Wagen in der zweiten Klasse zu den Wagen der europäischen Nachbar-Bahnverwaltungen klar, die auch für den Zweite-Klasse-Teil klimatisiertes Material einsetzten, wie den Eurofima-B11-Wagen oder den französischen Corail-Großraum- und Abteilwagen. Auf der Basis der Eurofima-Wagen wurde für den IC-Verkehr nunmehr ein Zweite-Klasse-Großraumwagen der Gattung Bpmz entwickelt. Die Bauartennummern reichten wegen unterschiedlicher Ausstattungen von 291 bis 296. Aufgrund nicht nachlassender Kundennachfrage wurden ab 1988 auch neue Abteilwagen der Gattung Bvmz185 beschafft.
Nach Ausdehnung des IC-Netzes auf die neuen Bundesländer ab 1990 wurden dort Zuggarnituren mit zwei Erste-Klasse-Wagen, dem Zugrestaurant, drei Abteil- und zwei Großraumwagen zum Standard. Da das vorhandene Wagenmaterial der Deutschen Reichsbahn den gestiegenen Erwartungen der Kunden nicht gerecht werden konnte, wurden 112 Abteilwagen der Bauart Bmz236 beschafft, die aus den UIC-Z-Wagen der Halberstädter Bauart abgeleitet wurden. Somit verfügte die DR über Wagen mit je elf Abteilen, die zwar nicht klimatisiert waren, aber nun stoffbezogene Polster besaßen und dem damaligen Farbgeschmack entsprachen. Während die (klimatisierten) Erste-Klasse-Wagen und die Großraumwagen der zweiten Klasse von der Deutschen Bundesbahn gestellt wurden, konnte die Deutsche Reichsbahn noch ihre nichtklimatisierten Speisewagen des Baujahrs 1984 einsetzen.

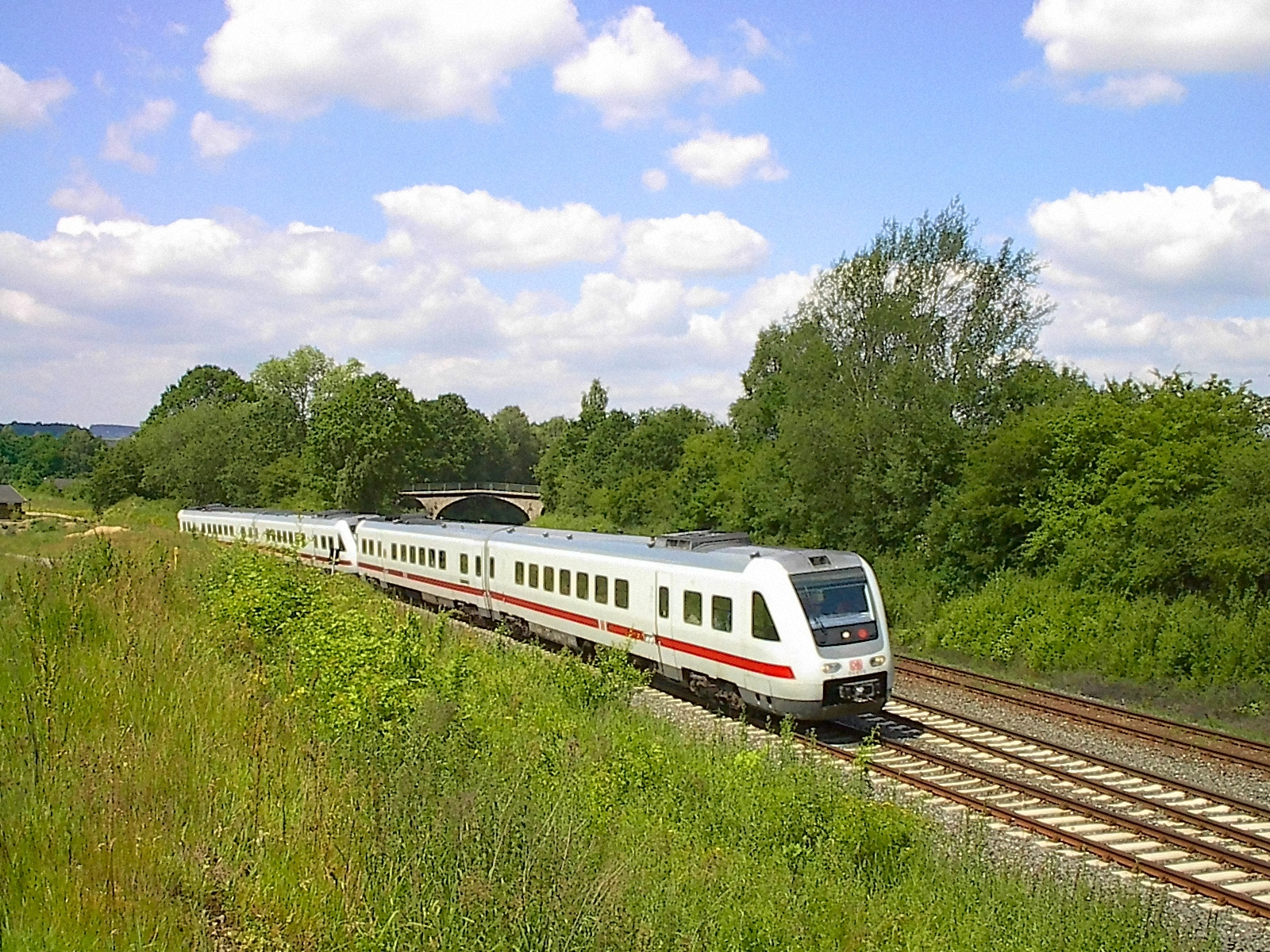
Triebwagen der Baureihe 612 im IC-Einsatz zwischen Nürnberg und Dresden (Juni 2004)

In einzelnen IC-Zügen, besonders in den Tagesrandlagen, wurden Bahnpostwagen für die Bundespost oder Gepäckwagen für den DB-eigenen Expressgutverkehr mitgeführt (Beispiel-Züge siehe unter Post InterCity). Diese wurden extra für diesen Einsatz für die Höchstgeschwindigkeit von 200 km/h ertüchtigt. Der Bahnpostverkehr in IC-Zügen endete 1997.
Wendezüge wurden erstmals 1988 im Intercity-Verkehr eingesetzt, hierbei handelte es sich um umgebaute Nahverkehrswagen. Diese hatten eine den übrigen Intercity-Wagen entsprechende Großraumbestuhlung erhalten und dienten insbesondere der Anbindung Wiesbadens an das Intercity-Netz. Die Wagen stellten Splittergattungen im Intercityverkehr dar und wurden bis 1998 ausgemustert.
Nachdem die Züge der Baureihe 605 nach zahlreichen Problemen vorerst ausgemustert wurden, waren einige Zugeinheiten der Baureihe 612 mit einer Fernverkehrs-Lackierung versehen worden und bedienten ab Ende 2003 für einige Monate die vormalige ICE-Relation Nürnberg – Dresden als IC. Jedoch konnten die für den Nahverkehr konzipierten Züge, hauptsächlich wegen der Ausstattung, dem IC-Standard nicht gerecht werden. Im August 2004 wurden sie durch lokbespannte Züge ersetzt, und seit Dezember 2006 verkehren auf der Sachsen-Franken-Magistrale keine ICs mehr. Ersatzweise betrieb die DB Regio auf dieser Strecke bis Dezember 2014 den IRE Franken-Sachsen-Express im Auftrag der DB Fernverkehr – allerdings wieder mit Triebwagen der Baureihe 612.
Von Juni bis Dezember 2005 sowie von Mai 2006 bis Dezember 2009 wurden auch die beiden Garnituren des 2004 eingestellten Metropolitan als Intercity-Züge in einem eigenen Umlauf eingesetzt. Davor, dazwischen und danach verkehrten sie hingegen als ICE.

### Heutiger Wageneinsatz

#### Einstöckige Reisezugwagen

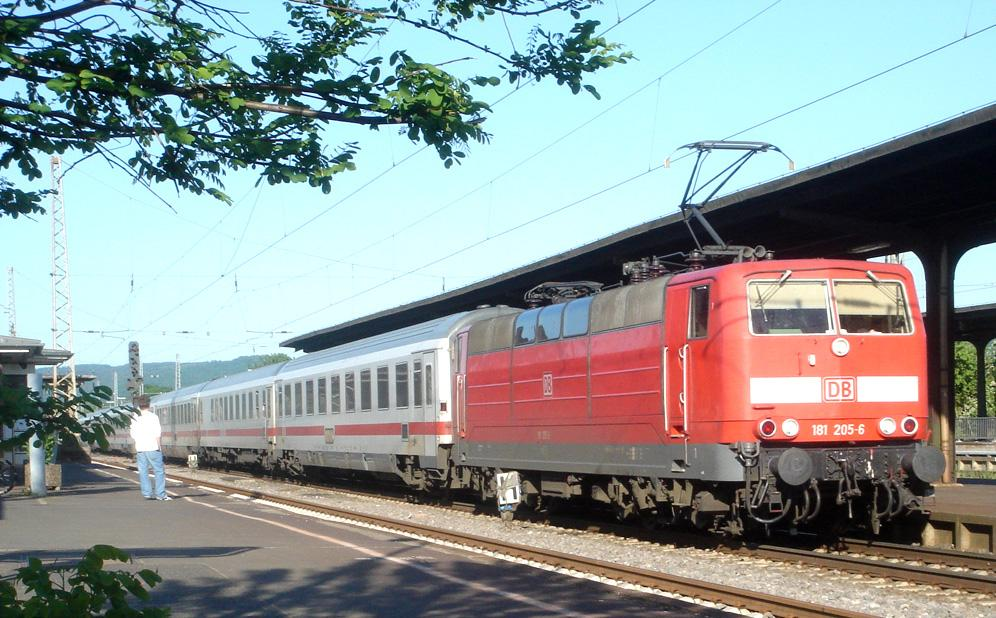
DB-Intercity mit Mehrsystem-Elektrolokomotive der Baureihe 181.2 auf der Moselstrecke in Wittlich Hbf

Auch heute setzt die DB für ihre IC-Züge verschiedene Wagentypen ein. Der klassische IC besteht aus Abteil- und Großraumwagen beider Wagenklassen, letztere für die zweite Klasse erst ab circa 1981. In der ersten Wagenklasse werden ausschließlich klimatisierte Wagen eingesetzt. Mit der Neulieferung der klimatisierten Bpmz überwiegt seit Mitte der 1980er Jahre der Anteil von Wagen mit Klimaanlage auch in der zweiten Klasse, seit Ende der 1980er Jahre gibt es mit den Bvmz185 auch klimatisierte Abteile in der zweiten Wagenklasse.

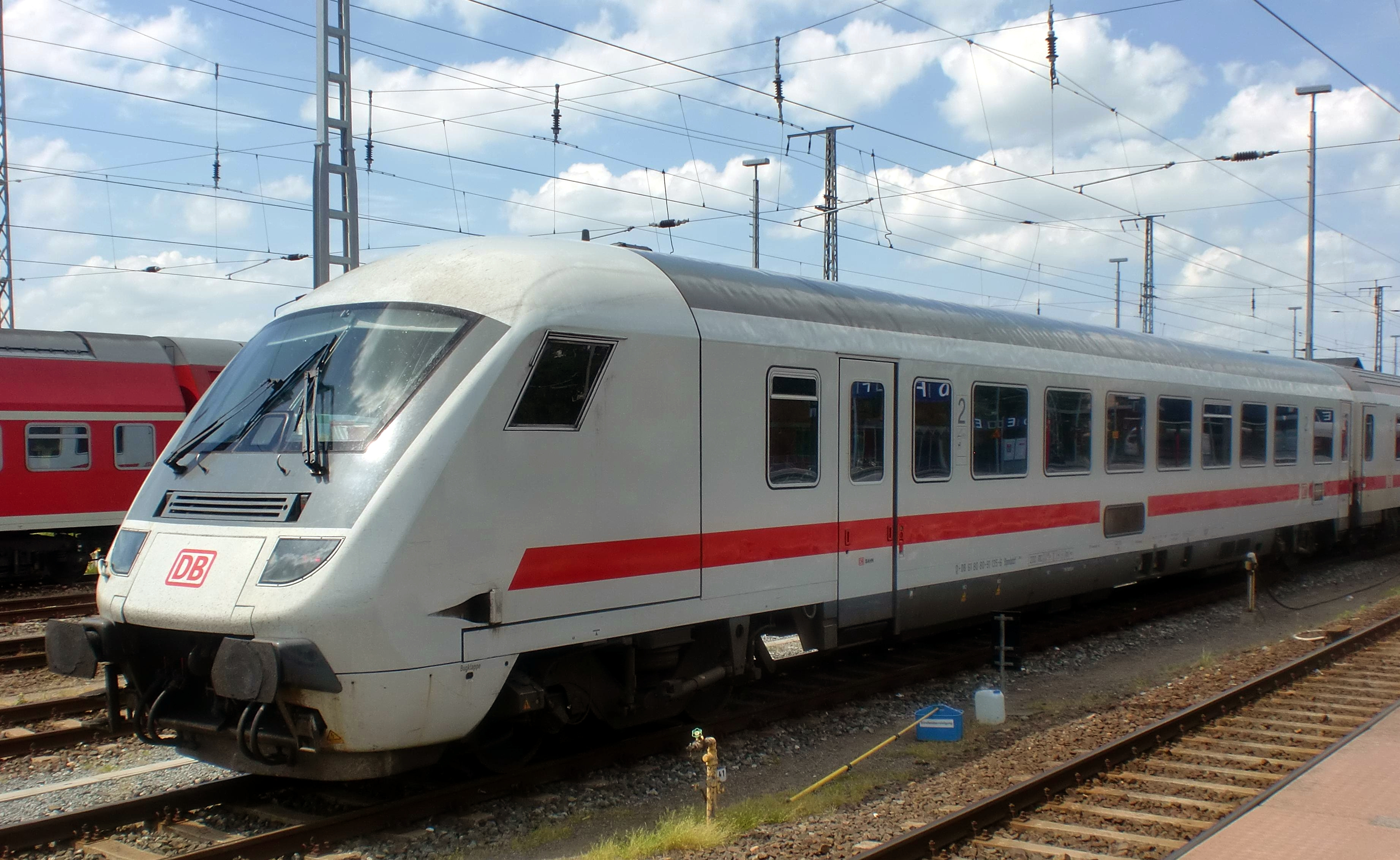
DB-Intercity-Steuerwagen, Gattung Bpmbdzf in Stralsund Hbf

Die positiven Erfahrungen beim Einsatz von Steuerwagen in Kopf- und Endbahnhöfen bei den Interregio-Zügen ab 1995 führten dazu, dass ab 1996 auch für Intercity-Züge Steuerwagen beschafft wurden. Diese wurden – wie auch beim Interregio – aus ehemaligen Reichsbahn-Schnellzugwagen der Bauart Halberstadt umgebaut. Hier sind zwei Bauarten zu unterscheiden:
- Bimdzf269: Diese Wagen entsprechen weitgehend den für den Interregioverkehr (Kennbuchstabe „i“) gebauten Steuerwagen. Seit Einstellung des Interregio-Verkehrs werden auch die Interregio-Steuerwagen umlackiert in Intercity-Zügen eingesetzt. Diese Wagen besitzen keine Klimaanlage. Seit dem Fahrplanjahr 2024 werden sie nicht mehr eingesetzt.
- Bpmbdzf297: Diese Wagen sind als Großraumwagen (Kennbuchstabe „p“) mit behindertengerechter Zusatzausstattung (Kennbuchstabe „b“) konzipiert. Sie entsprechen im Fahrgastraum weitgehend den Bpmz-Großraumwagen und sind ebenso wie diese Wagen klimatisiert.

Alle Steuerwagen verfügen über Aufhängevorrichtungen zum Transport von Fahrrädern (Kennbuchstabe „d“), deren Mitnahme ist heute in fast allen IC möglich.
Die nichtklimatisierten Zweite-Klasse-Abteilwagen der Bauarten Bm235 und Bmz/Bomz236 sowie die aus den Vorgänger-Bauserien entstandenen Interregio-Umbauten der Typen Bim(d)z werden nicht mehr eingesetzt.

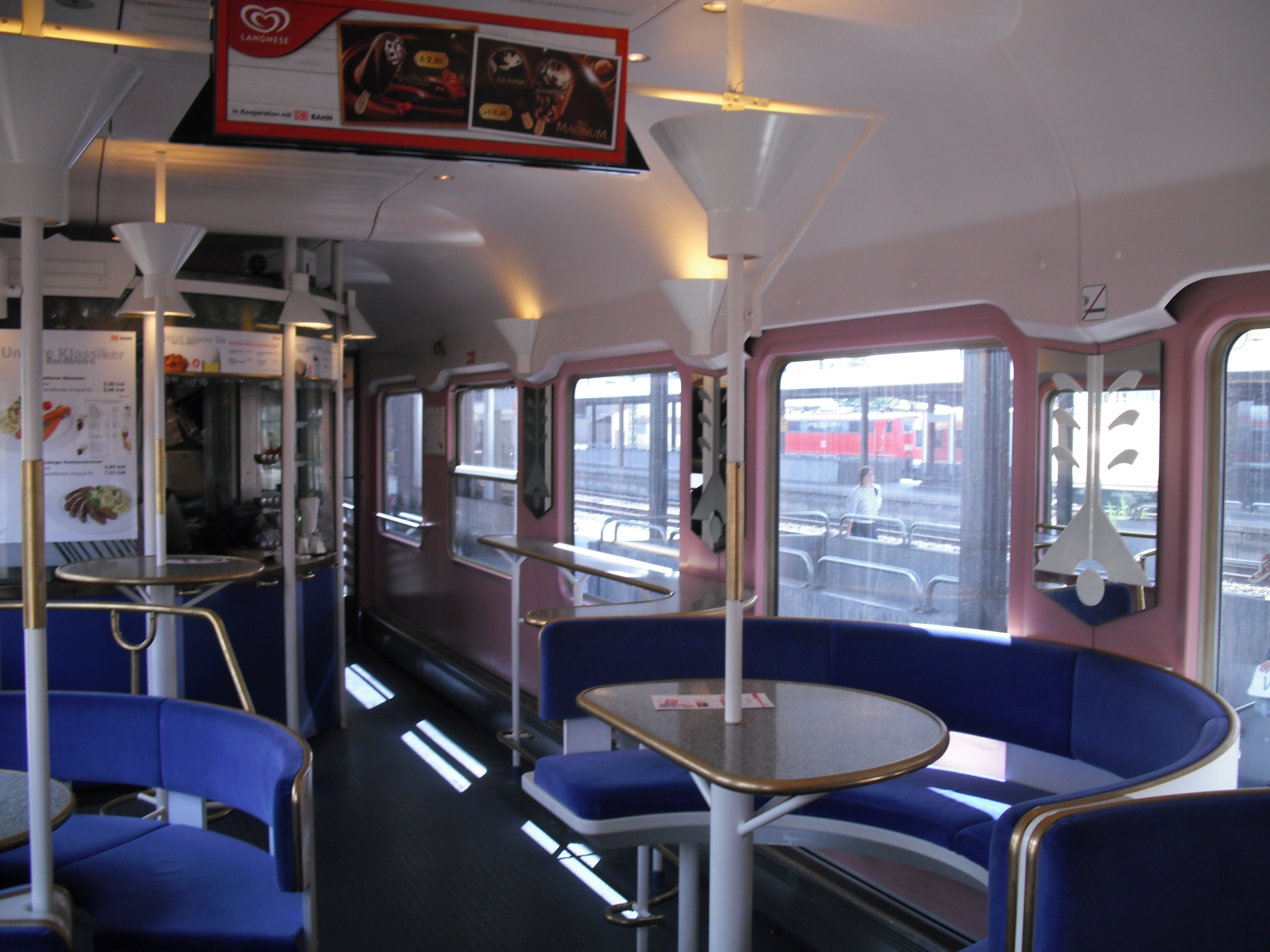
IC-Bordbistro in einem ehemaligen Interregio-Wagen

Die kostenintensiv zu bewirtschaftenden Speisewagen aller Typen wurden weitgehend durch die günstiger zu betreibenden BordBistros (ARkimbz) der früheren Interregios ersetzt. Nur noch in wenigen IC-Zügen sowie in einigen von der DB gestellten EC-Zügen waren noch Speisewagen („BordRestaurants“) der heutigen Bauart WRmz134 zu finden. In einzelnen IC-Garnituren wurden jedoch auch Wagen der Bauart WRmkz, einem vom Restaurant zum Bistro umgebauten Speisewagen sowie Wagen der Bauart Bvmkz, einem Abteilwagen mit Küchenbereich eingesetzt.
In der Regel bestehen die IC-Züge heute aus ein bis zwei und nur noch in Ausnahmefällen drei Wagen der ersten Klasse, davon ein Großraumwagen (bei mehr als einem Wagen der ersten Klasse) und bis zu neun Wagen der zweiten Klasse. Die meisten IC-Züge werden heute als Wendezug gefahren, besitzen also einen Steuerwagen. Ein Bordbistro wird seit Ende 2023 grundsätzlich nicht mehr mitgeführt.

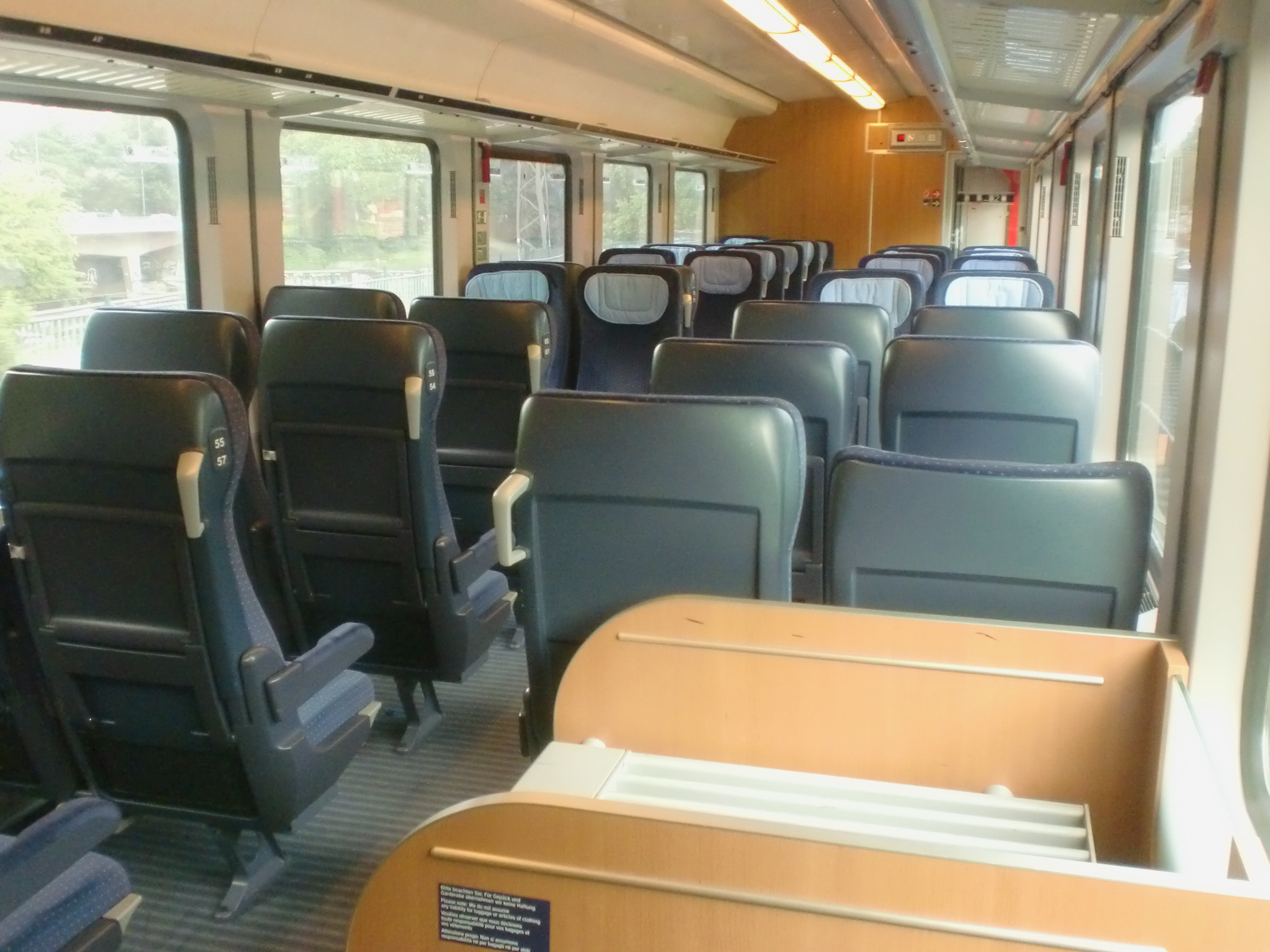
Modernisierungsprogramm IC mod: umgestalteter Großraum

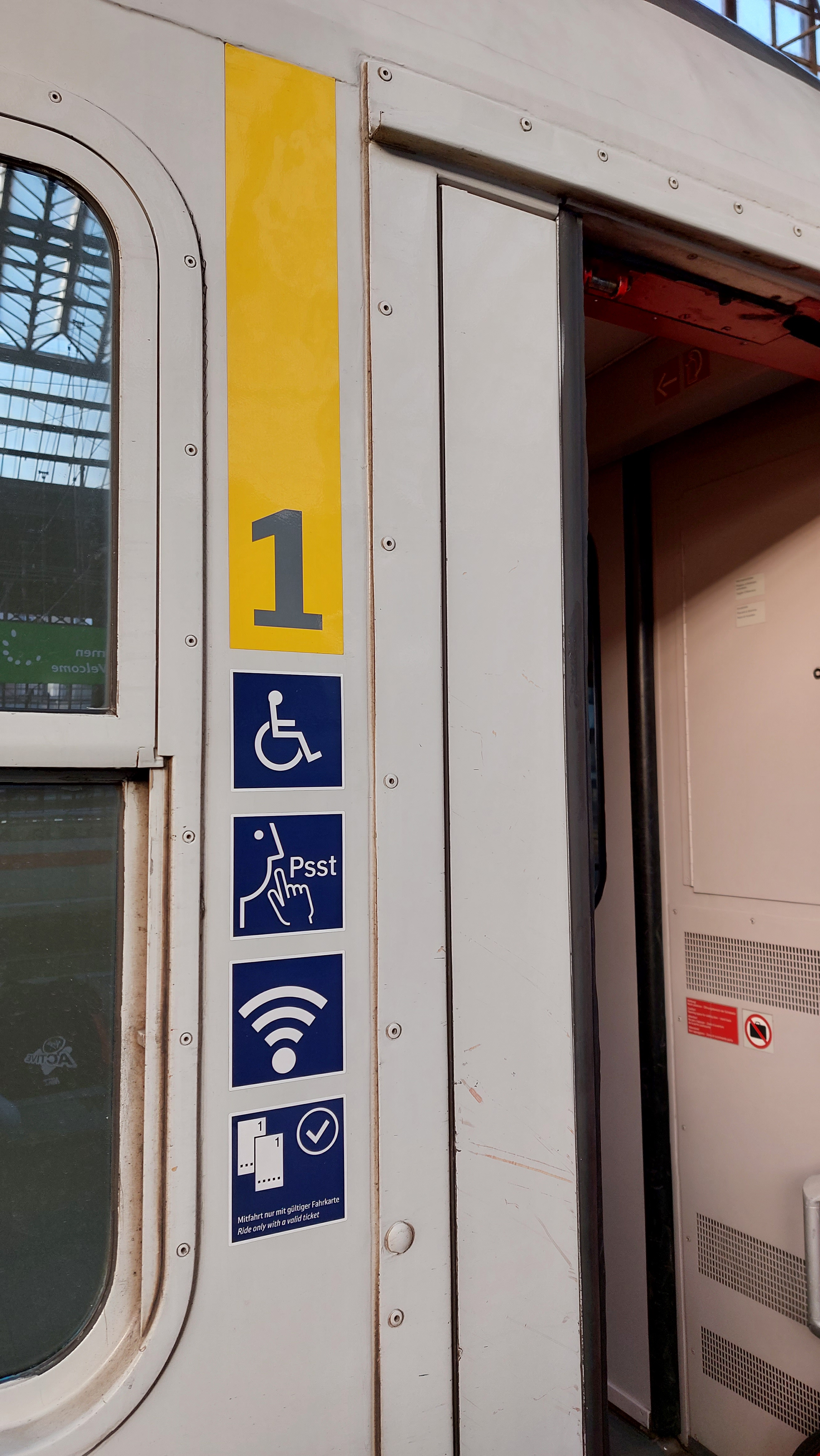
Piktogramme am IC-Wagen: Zugangsmöglichkeit für Menschen mit Behinderung, Ruhebereich, WLAN, Fahrkartenpflicht

Zwischen Mitte 2001 und Dezember 2004 wurden 1.198 klimatisierte IC-Wagen an das Erscheinungsbild der Intercity-Express-Züge angepasst. Dazu wurden die Wagen mit einem Fahrgastinformationssystem (FIS) bestehend aus je zwei LED-Zuglaufschildern außen, zwei TFT-Zuglaufschilder innen, sowie elektronischen Anzeigen für die Sitzplatzreservierung ausgestattet. Außerdem wurden die Wagen mit einer seitenselektiven Türfreigabe ausgerüstet. Die Steuerung der FIS und der seitenselektiven Türfreigabe erfolgt über einen ebenfalls neu eingebauten Wagenrechner, die über den Wire Train Bus (WTB) mit dem Zentralrechner kommunizieren. Neben farblicher Auffrischung (neue Innenraumfarben und Sitzbezüge) und Umbau der Beleuchtung in den Großraumwagen (offen sichtbare Leuchtstofflampen-Leiste anstelle der vormaligen indirekten Beleuchtung an den Seiten) gab es vor allem bei den Bvmz185 größere Umbauten. Viele Bvmz wurden zu Bvmsz umgebaut und dabei mit einem Service-Abteil für die Zugbegleiter und einem Mutter-Kind-Abteil ausgestattet. Durch diese Maßnahmen sind Plätze verlorengegangen, allerdings wurden dabei die offenen Abteile in der Wagenmitte durch ein Großraumabteil im Stil der Bpmz-Wagen ersetzt, wodurch wieder Sitzplätze hinzugewonnen wurden. Einige wenige Bpmz wurden so umgebaut, dass auch in ihnen die Fahrradmitnahme möglich ist. Diese werden allerdings meist in internationalen Zugläufen eingesetzt.
Seit 2012 gab es ein neues Modernisierungsprogramm (als IC mod bezeichnet), das die Intercity-Wagen für einen weiteren Einsatz bis in die 2020er Jahre ertüchtigen soll. In der Zeit bis Ende 2014 wurden die Wagen in den Werken Neumünster, Kassel und Nürnberg für 250 Millionen Euro umfassend modernisiert. Dies umfasste sowohl technische Maßnahmen in den Bereichen Drehgestelle, Bremsen, Türen, Energieversorgung und Klimaanlagen zur Steigerung der Zuverlässigkeit der Fahrzeuge als auch Maßnahmen im Innenraum. Dort wurden insgesamt rund 46.000 neue Sitze mit Haltegriffen, Platznummern in Blindenschrift und Steckdosen eingebaut. Die erste Klasse erhielt Ledersitze, weiter wurden Wandverkleidungen, Tische und 42.000 Quadratmeter Teppichboden ausgetauscht. Das Design orientiert sich an der Einrichtung der ICE. Außerdem wurden die Bistrowagen und die WCs überarbeitet. Die Anzahl der Wagen mit Fahrradstellplätzen wurde von 129 auf insgesamt 163 erhöht. Die IC-Linie Stuttgart–Köln–Hamburg wird hierbei bevorzugt auf modernisierte Wagen umgestellt. Anfang Juni 2013 waren 250 von 770 Wagen umgerüstet.  Die Wagen sollen bis 2023 eingesetzt werden. In der ersten Klasse wurden die Wagen mit LTE-fähigen Repeatern ausgerüstet. Zudem erhalten die IC-Wagen eine Ausrüstung mit WLAN in der 1. und 2. Klasse. Die Umrüstung sollte ursprünglich Ende 2021 abgeschlossen sein, verzögert sich jedoch durch die Auswirkungen der COVID-19-Pandemie nach Angaben der Bahn bis ins Jahr 2022.
Zum Fahrplanwechsel im Dezember 2023 wurden die letzten Bordbistro-Wagen ausgemustert.

#### Doppelstockwagen (Intercity 2)

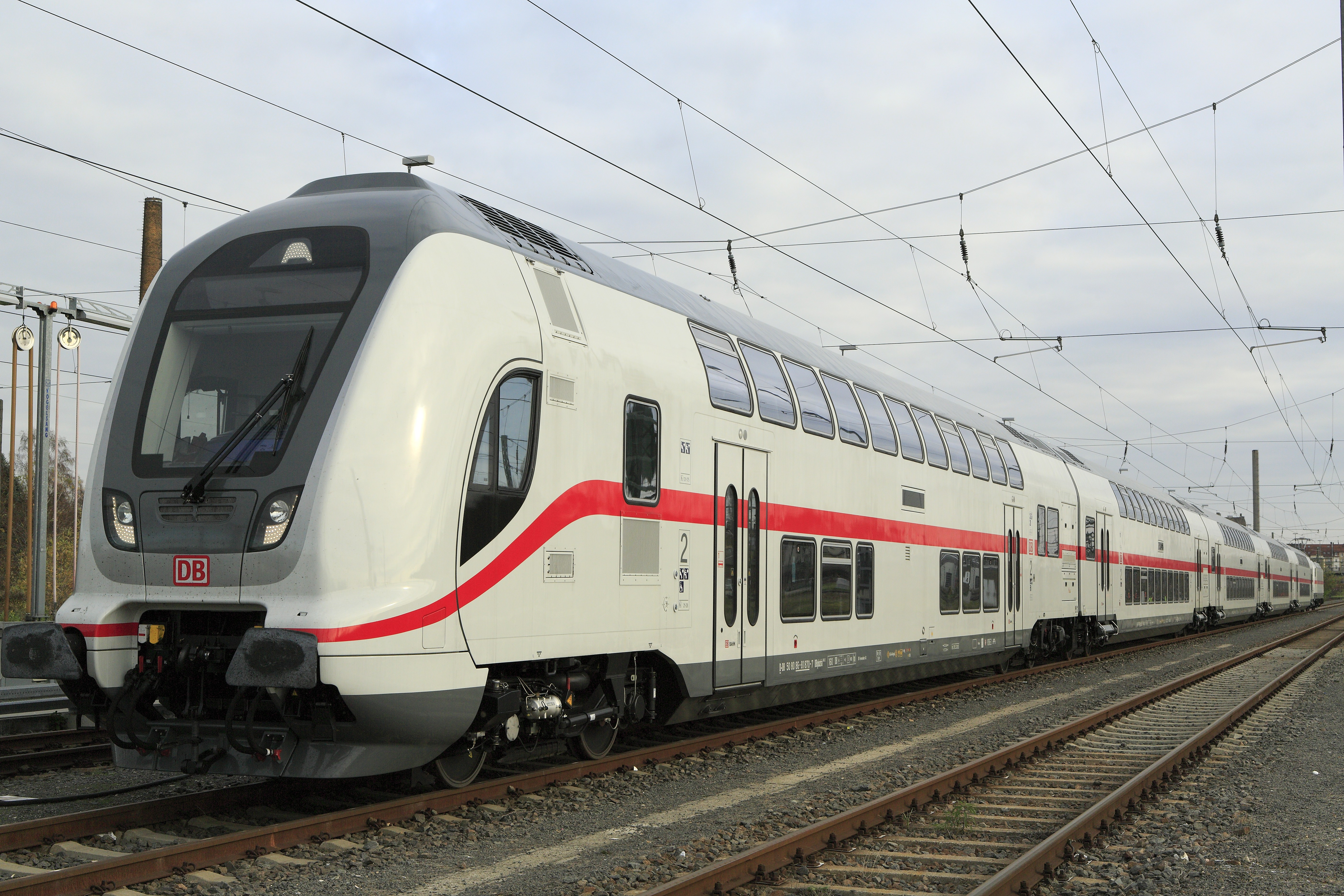
Intercity 2, im Vordergrund der Steuerwagen, im Hintergrund die Lok

Seit dem 12. Dezember 2015 verkehren auch Doppelstockzüge unter dem Namen „Intercity 2“ (IC 2). Dazu wurden 135 neue Bombardier-Twindexx-Doppelstockwagen und 27 Lokomotiven der Baureihe 146.5 bei Bombardier Transportation bestellt. Die Doppelstockwagen, die aus einem Regionalverkehrs-Rahmenvertrag stammen, sind allerdings nur für 160 km/h zugelassen. Die Intercity-2-Züge verfügen über kein Bistro oder Restaurant, stattdessen erfolgt auf einzelnen Streckenabschnitten eine Bewirtung am Platz. Unter dem Namen IC Café-Team bieten Mitarbeiter von LSG Sky Chefs den Reisenden Kalt- und Heißgetränke, Snacks und Backwaren an. Allerdings stießen die neuen Züge unter anderem wegen ihrer Laufeigenschaften – vor allem im Oberdeck wurden die Schwankungen als sehr massiv empfunden – auf heftige Kritik bei vielen Fahrgästen, so dass ab Ende Januar 2016 in den Werkstätten Nacharbeiten erfolgen sollen.
Anfang des Jahres 2014 bestellte die Deutsche Bahn weitere 17 Doppelstockzüge für den Einsatz in Intercity-Zügen zwischen Stuttgart und Zürich. Dieser erfolgt seit Ende 2017.

#### Doppelstocktriebzüge (Intercity 2)

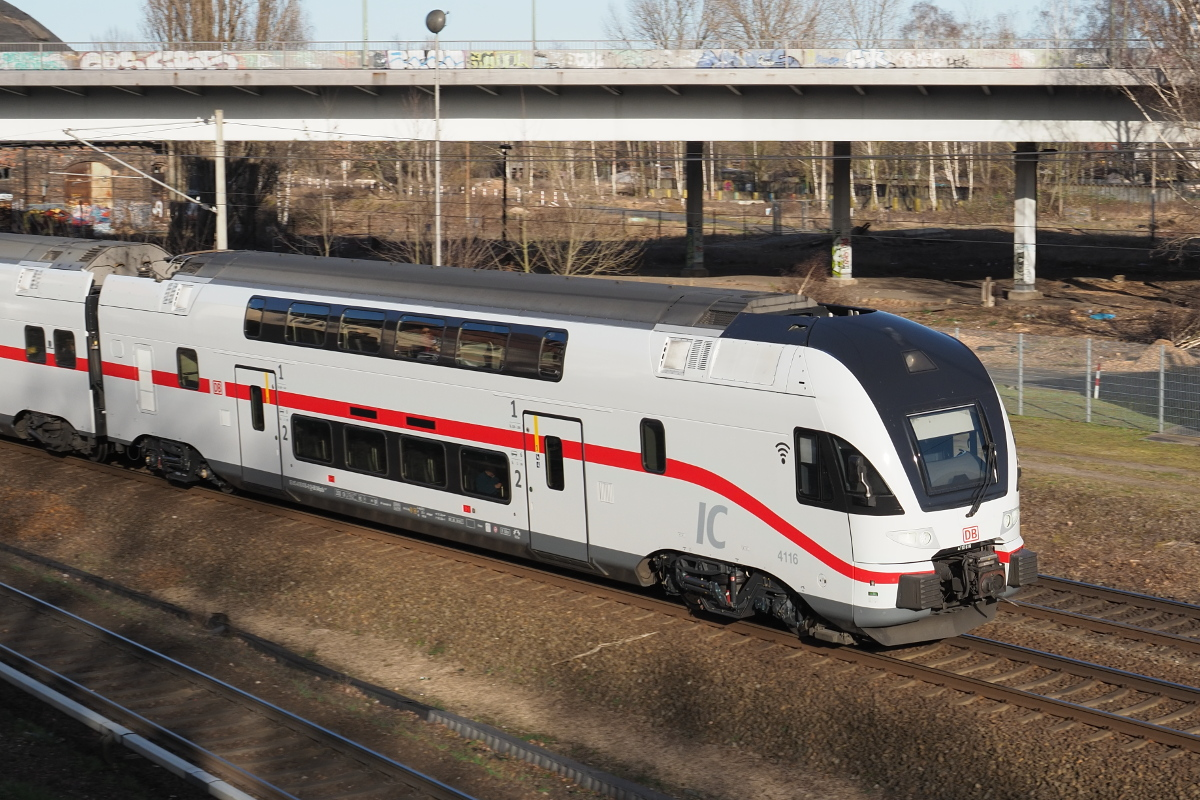
Doppelstock-Triebzug 4110 116 als Intercity von Rostock nach Dresden

Im Juni 2019 schloss DB Fernverkehr mit der österreichischen WESTbahn einen Kaufvertrag über 17 bis zu 200 km/h schnelle Doppelstock-Triebzüge des Typs Stadler KISS, die zuvor bei der WESTbahn im Fernverkehr zwischen Wien und Salzburg eingesetzt wurden. Die KISS-Doppelstockzüge werden von der Deutschen Bahn ebenfalls als Intercity 2 bezeichnet.
Der Erwerb umfasste zwei Tranchen. Die erste Tranche umfasst Einheiten aus dem Jahr 2017. Diese werden, wie bereits bei der WESTbahn, als Baureihe 4110 bezeichnet. Sie sind überwiegend vierteilig und verfügen über etwa 300 Sitzplätze. Ihr Einsatzgebiet ist seit März 2020 die neugeschaffene Intercity-Linie zwischen Dresden und Rostock über Berlin. Die vierteiligen Triebzüge sollten bis spätestens März 2022 vom Hersteller Stadler um je zwei Mittelwagen ergänzt werden. Die spätere zweite Tranche umfasste sechsteilige Triebzüge mit rund 500 Sitzplätzen.
Seit Januar 2025 bietet die DB Fernverkehr die komplette KISS-Flotte über ihr Gebrauchtzugportal zum Verkauf an. Als Gründe für den Verkauf werden die unzureichende Kapazität und die Wartung angegeben, die weiterhin in Wien erfolgt und sich als zu teuer und komplex erwiesen habe. Als Kaufinteressent gelten die Österreichischen Bundesbahnen.

### Zukünftiger Wageneinsatz

#### Weitere Planungen
Das im März 2015 veröffentlichte Fernverkehrskonzept der Deutschen Bahn sah vor, dass bis 2030 für das neue Intercity-Netz 120 Doppelstock-Intercity-Züge beschafft werden sollten. Die Wagen sollen über „einfache Bordgastronomie“, also beispielsweise Snack-Caddys verfügen und weiterhin die Fahrradmitnahme ermöglichen.

### Lokomotiven und Triebwagen

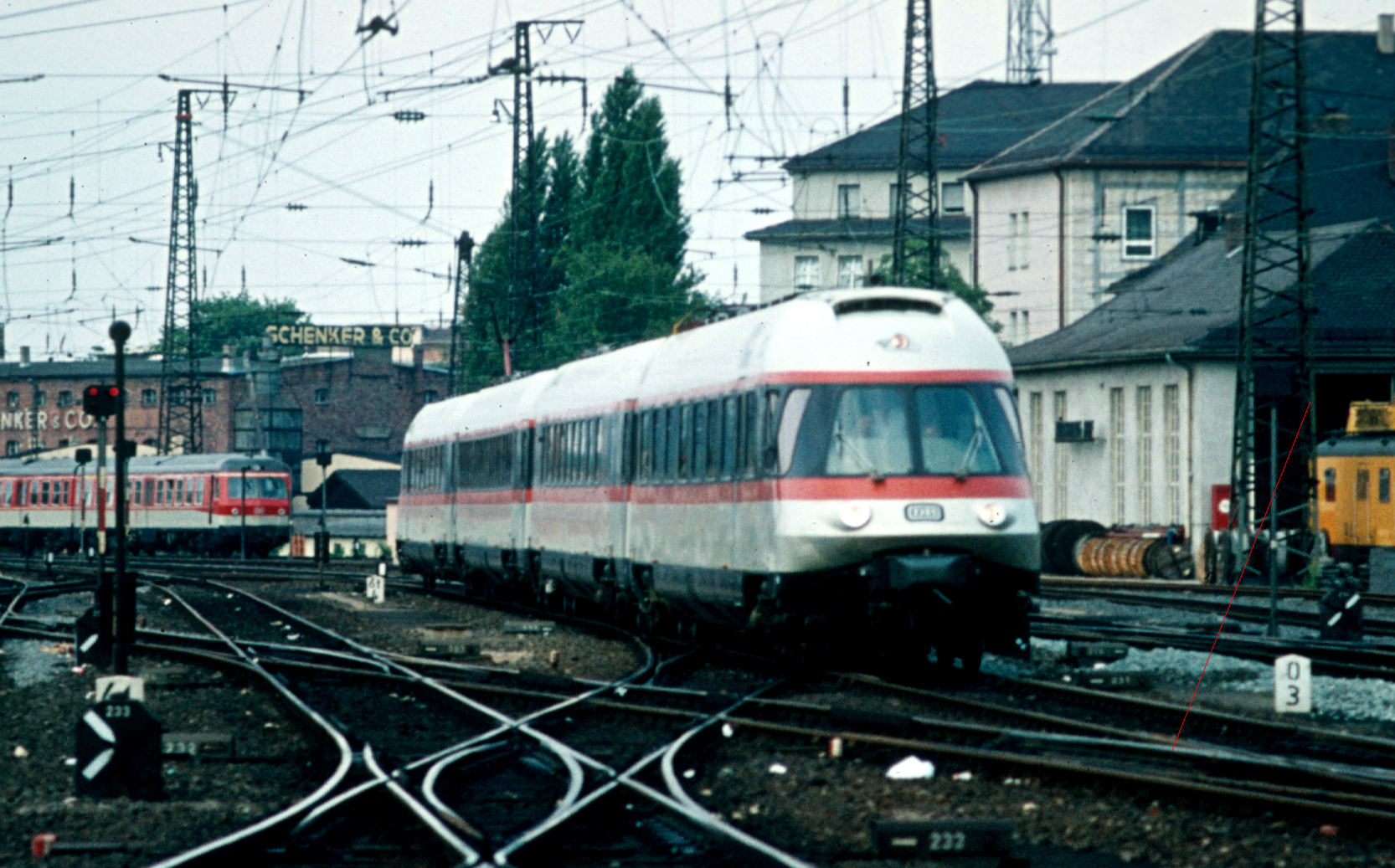
Einer der drei 1973 in Dienst gestellten IC-Triebzüge der damaligen Baureihe 403 in Nürnberg (1975)

Nur auf einigen Streckenabschnitten (zum Beispiel Kassel–Hamburg, Münster(Westfalen)–Hamburg, Mannheim–Offenburg, Leipzig–Dresden, Köln–Duisburg, Augsburg–München, Hamburg-Rostock, Hamburg -Berlin oder Dortmund–Berlin) fahren die Züge heute ihre zulässige Höchstgeschwindigkeit von 200 km/h aus, dies galt umso mehr bei der Einführung 1971. Dennoch kamen von Anfang an auch bei den damals noch meist kurzen Erste-Klasse-Zügen vor allem die für 200 km/h geeigneten und äußerst stark motorisierten sechsachsigen Lokomotiven der Baureihe 103 zum Einsatz. Darüber hinaus verkehrten teilweise auch die aus den 1950er Jahren stammenden und für den TEE-Verkehr konstruierten aber weniger schnellen Dieseltriebwagen der Baureihen 601/602 in IC-Diensten. Auf Strecken mit geringerem Verkehrsaufkommen (Bremen–München) wurden ab 1974 auch die 200 km/h schnellen neuen Triebwagen der damaligen Baureihe 403 eingesetzt, von denen es jedoch nur drei kurze Exemplare gab. Mit diesen beiden Baureihen geführte IC-Züge liefen, analog zum Vorgänger Ft, als Zuggattung ICt für Intercitytriebwagen.
Mit der Umstellung des Netzes 1979 auf beide Wagenklassen (damit erheblich längere und schwerere Züge) und eine Verdichtung auf einen nun ohne Taktabweichungen durchgehaltenen Stundentakt bestand für kurze oder langsame Triebwagen keine Einsatzmöglichkeit mehr, so dass nun die 103er-Lokomotiven das Bild des IC beherrschten. Lediglich auf wenigen Streckenabschnitten kamen auch Loks der Baureihen 111 und der damaligen 112 zum Einsatz. Für die Baureihe 103 stellte das Bahnbetriebswerk Hamburg-Eidelstedt in der zweiten Hälfte der 1980er Jahre Umlaufpläne für 56 Lokomotiven auf, das Betriebswerk Frankfurt am Main teilte dafür 58 Maschinen ein.
Später wurden die genannten Baureihen sukzessive durch die ab 1987 in Serie gelieferten neuartigen Drehstromlokomotiven der Baureihe 120 ersetzt. Mit der Einführung der Baureihe 101 ab 1996 wurde die Baureihe 103 nach und nach fast vollständig ausgemustert, die 111 wird nur noch im Regionalverkehr eingesetzt.
Vor allen EC-Zügen von und nach Frankreich (Straßburg–Stuttgart und Metz-Frankfurt/Main) und bei IC-Zügen von und nach Luxemburg kamen Zwei-System-Lokomotiven der Baureihe 181 zum Einsatz. Weiterhin verkehrten ÖBB-Loks der Reihen 1016/1116 vor IC-Zügen auch im deutschen Binnenverkehr.

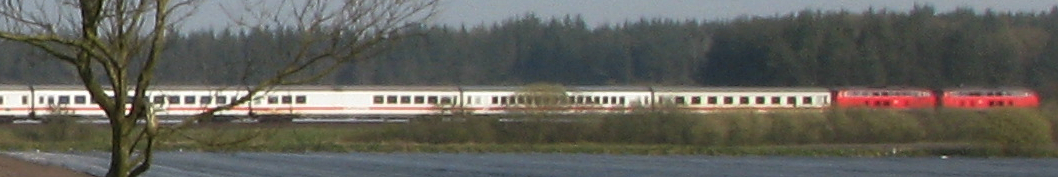
Baureihe 218 in Doppeltraktion vor IC 2079 von Westerland nach Berlin Hbf auf dem Weg nach Hamburg Hbf

Auf nicht elektrifizierten Strecken werden Dieselloks der Baureihe 218 eingesetzt, oft in Doppeltraktion, so zum Beispiel nördlich von Itzehoe bei Zügen nach Westerland/Sylt und zwischen Oberstdorf und Stuttgart bzw. Augsburg, bis 30. August 2022 auch von Hamburg nach Burg auf Fehmarn. Zwischen Weimar und Gera verkehren IC-Züge mit der Baureihe 246. Nach der Wende in der DDR sind auch DR-Diesellokomotiven der Baureihen 119 (229), 132 (232) und Elloks der Reihe 243 (143) vor IC-Zügen im Einsatz gewesen. Später kam die technisch gegenüber der 143/243 geänderte 212 (112) dazu. Ab Dezember 2007 wurden wieder Lokomotiven der Baureihe 112 vor solchen IC eingesetzt, deren Höchstgeschwindigkeit 160 km/h nicht überschreitet. Ebenfalls planmäßig eingesetzt wurden Lokomotiven der Baureihen 110/115 und 113.
Zusammen mit den Doppelstockwagen werden seit Dezember 2015 Lokomotiven der Baureihe 146.5, seit 2018 auch die Nachfolgebaureihe Baureihe 147.5 eingesetzt. Diese sind im Gegensatz zu den bisherigen Loks im Intercity-Einsatz nicht verkehrsrot, sondern (wie die Wagen) lichtgrau mit einem roten Streifen lackiert. Die Loks der Baureihe 147.5 sind für den Einsatz in der Schweiz ausgerüstet.

## Entwicklung des Streckennetzes

### Streckennetz 1971

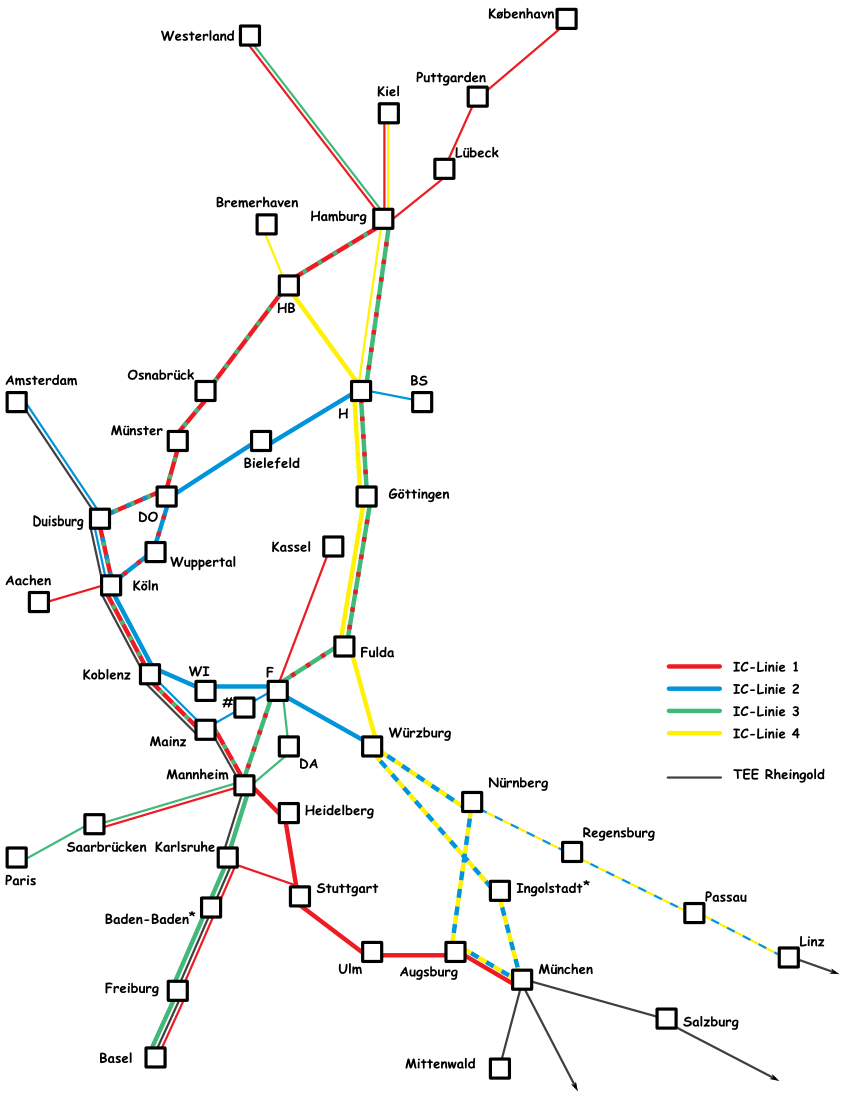
Erstes deutsches InterCity-Netz, 1971–1984

Das ursprüngliche Netz, damals nur in der ersten Klasse und nur im Zweistundentakt, erstreckte sich auf vier Linien:
- Linie 1 (rot): Hamburg-Altona – Bremen – Münster – Dortmund – Essen – Duisburg – Düsseldorf – Köln – Bonn – Koblenz – Mainz – Mannheim – Heidelberg – Stuttgart – Ulm – Augsburg – München
- Linie 2 (blau): Hannover – Bielefeld – Hamm – Dortmund – Hagen – Wuppertal-Elberfeld – (Solingen-Ohligs –) Köln – Bonn – Koblenz – Wiesbaden – Frankfurt – Würzburg – Nürnberg – Augsburg  – München
- Linie 3 (grün): Hamburg-Altona – Hannover – Göttingen – Fulda – Frankfurt  – Mannheim – Karlsruhe – Freiburg – Basel
- Linie 4 (gelb): Bremen – Hannover – Göttingen – Bebra – Fulda – Würzburg – (Ingolstadt –) München

Zwischen 1973 und 1978 wurde das Intercity-Netz von den Schnellzügen des Intercity-Ergänzungssystems (DC) vervollständigt, die meist dreimal täglich nicht an das Intercity-Netz angeschlossene Wirtschaftszentren als Zubringerzüge bedienten. In diesem Zusammenhang sprach man auch vom Intercity-A-Netz (IC) und dem Intercity-B-Netz (DC).

### Streckennetz 1979
Ab dem Sommerfahrplan 1979 fuhren dann auf allen Linien IC im Stundentakt und führten seitdem auch Wagen der 2. Wagenklasse. Beworben wurde das Angebot unter dem Motto „Jede Stunde, jede Klasse!“. In fünf Bahnhöfen hielten die Züge zweier Linien zur gleichen Zeit am gleichen Bahnsteig, so dass dort ggf. ein leichteres Umsteigen möglich war. Dabei hielten auch jeweils die Wagen der gleichen Wagenklasse gegenüber. Es gab immer häufiger Linientäusche („Nicht Sie steigen um, sondern Ihr Zug!“), um auf diese Weise die Zahl der Direktverbindungen zu erhöhen.
- Hannover: Linie 3 und 4
- Dortmund und Köln: Linie 1 und 2
- Mannheim: Linie 1 und 3
- Würzburg: Linie 2 und 4

Zum selben Fahrplanwechsel wurden die einklassigen Baureihen 403 und 601/602 außer Betrieb genommen.
Im Jahr 1980 nahm die Verkehrsleistung auf den vier IC-Linien im Jahresvergleich um 18 % zu; der Gesamtverkehr wuchs im gleichen Jahr um 4,5 %.

### Streckennetz 1985
Im Jahr 1985 feierte die Deutsche Bundesbahn „150 Jahre Deutsche Eisenbahnen“. Mit dem Konzept IC 85 sollten die Reisezeiten im Fernverkehr verkürzt, zusätzliche Bahnhöfe bedient, neue Anschlüsse geschaffen und der Service verbessert werden. Im Zuge umfangreicher Marketing-Maßnahmen wurde auch der Intercity-Express beworben, der erst sechs Jahre später eingeführt werden sollte.
Die Zahl der Linien wurde von vier auf sechs erhöht, die der Züge von 157 auf 205 pro Tag. Zur Inbetriebnahme des IC-85-Systems wird auf insgesamt 440 Streckenkilometern eine Höchstgeschwindigkeit von 200 km/h erreicht. Die durchschnittliche Reisegeschwindigkeit stieg von 100 auf 108 km/h. Die Fahrzeit zwischen Hamburg und München reduzierte sich um fast eine Stunde. Auf internationalen Relationen wurden Fahrzeitverkürzungen von bis zu 71 Minuten erreicht. Der Frankfurter Flughafen wurde im Stundentakt in das IC-Netz eingebunden.
Neuerungen erfuhr auch das Servicekonzept mit der Einführung von IC-Chefs und IC-Betreuern. Auf der IC-Linie Hamburg–Hannover–Würzburg–München wurde versuchsweise ein Am-Platz-Service mit Speisen und Getränken für Reisende der ersten Klasse angeboten.
Im Rahmen der feierlichen Eröffnung der Westlichen Einführung der Riedbahn in den Mannheimer Hauptbahnhof erweiterte die DB das IC-Netz auf fünf Haupt- und zwei Nebenlinien. Bei dieser Gelegenheit wurde die ehemals längste Linie 1 zweigeteilt, um die häufigen Verspätungen auf dieser abzumildern. Der Südabschnitt Koblenz – Mannheim – München wurde neu von der Linie 2 bedient, deren bisheriger Südabschnitt über Frankfurt und Würzburg nach München von der neuen Linie 5. Doch schon bald wurden die Züge wieder über ihren zwischenzeitlichen Endhalt Frankfurt (Main) hinaus verlängert, Zugläufe von Kiel über Rhein/Ruhr, Rhein/Main, Nürnberg bis München oder Wien waren keine Seltenheit.
Der Streckenabschnitt Dortmund–Mainz/Wiesbaden wurde über die Linke Rheinstrecke von beiden neuen Linien bedient. Dabei führte die Linie 1 weiterhin ohne Zwischenhalt von Koblenz bis Wiesbaden (über Mainz-Mombach und die Kaiserbrücke), während Linie 2 und Linie 5 über Mainz Hbf verkehrten. Da nunmehr drei statt zwei ICs in einem 12-Minuten-Zeitfenster pro Stunde die Rheinschiene entlangfuhren, sollten durch die Verkürzung auf zehn Wagen (drei Wagen erste Klasse, Restaurant und sechs Wagen zweite Klasse) und die damit verbundene Gewichtsreduzierung die Züge leichter den Fahrplan einhalten können. Nur wenig später wurden allerdings wieder dem Bedarf entsprechend mehr Wagen der zweiten Klasse eingestellt, meist bis zu neun pro IC. Damit verbunden waren aber Probleme, den für zehn Wagen errechneten Taktfahrplan mit nunmehr dreizehn Wagen einzuhalten.

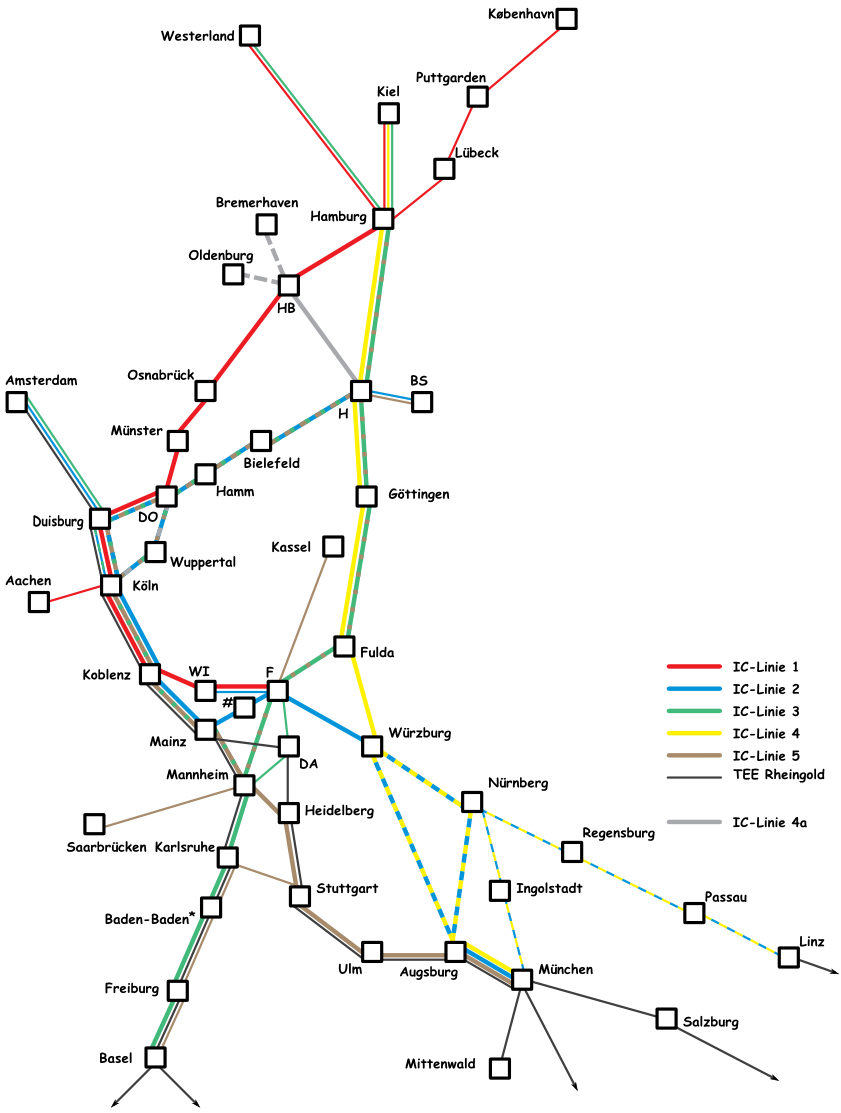
Deutsches InterCity-Netz 1985–1987

Netzplan ab dem Fahrplanwechsel am 2. Juni 1985:
- Linie 1 (rot): Hamburg-Altona – Bremen – Osnabrück – Münster – Dortmund – Bochum – Essen – Duisburg – Düsseldorf – Köln – Bonn – Koblenz – Wiesbaden – Frankfurt
- Linie 2 (braun): Hannover – Bielefeld – Hamm – Dortmund – Essen – Duisburg – Düsseldorf – Köln – Bonn – Koblenz – Mainz – Mannheim – Heidelberg – Stuttgart – Ulm – Augsburg – München
- Linie 3 (grün): Hamburg-Altona – Hannover – Göttingen – Fulda – Frankfurt – Mannheim – Karlsruhe – Freiburg – Basel (– Schweiz)
- Linie 4 (gelb): Hamburg-Altona – Hannover – Göttingen – Bebra – Fulda – Würzburg – Augsburg – München
- Linie 4a (grau): Oldenburg bzw. Bremerhaven – Bremen – Hannover
- Linie 5 (blau): Dortmund – Hagen – Wuppertal-Elberfeld – (Solingen-Ohligs –) Köln – Bonn – Koblenz – Mainz – Frankfurt Flughafen – Frankfurt – (Aschaffenburg –) Würzburg – Nürnberg – Augsburg – München

Dazu kamen einzelne zusätzliche IC, zum Beispiel auf der Strecke, die bis zu seiner Abschaffung auch der TEE Rheingold befuhr:
- Linie 3a: Amsterdam – Utrecht – Oberhausen – Duisburg – Düsseldorf – Köln – Bonn – Koblenz – Mainz – (Mannheim – Karlsruhe – Freiburg – Basel) oder (Mannheim – Heidelberg – Stuttgart – Ulm – Augsburg – München – Salzburg) oder (Frankfurt Flughafen – Frankfurt – Würzburg – Augsburg – München – Innsbruck)

Daneben wurde wie zuvor der Tausch der Fahrtwege einzelner IC zwischen den Linien 4 und 5, 2 und 5 (über Essen/Duisburg oder Wuppertal) sowie 2 und 3 (nach Basel oder Stuttgart) praktiziert.
Zwischen 1979 und 1986 stieg die Verkehrsleistung im InterCity-System um insgesamt 84 % an.

### Streckennetz 1988

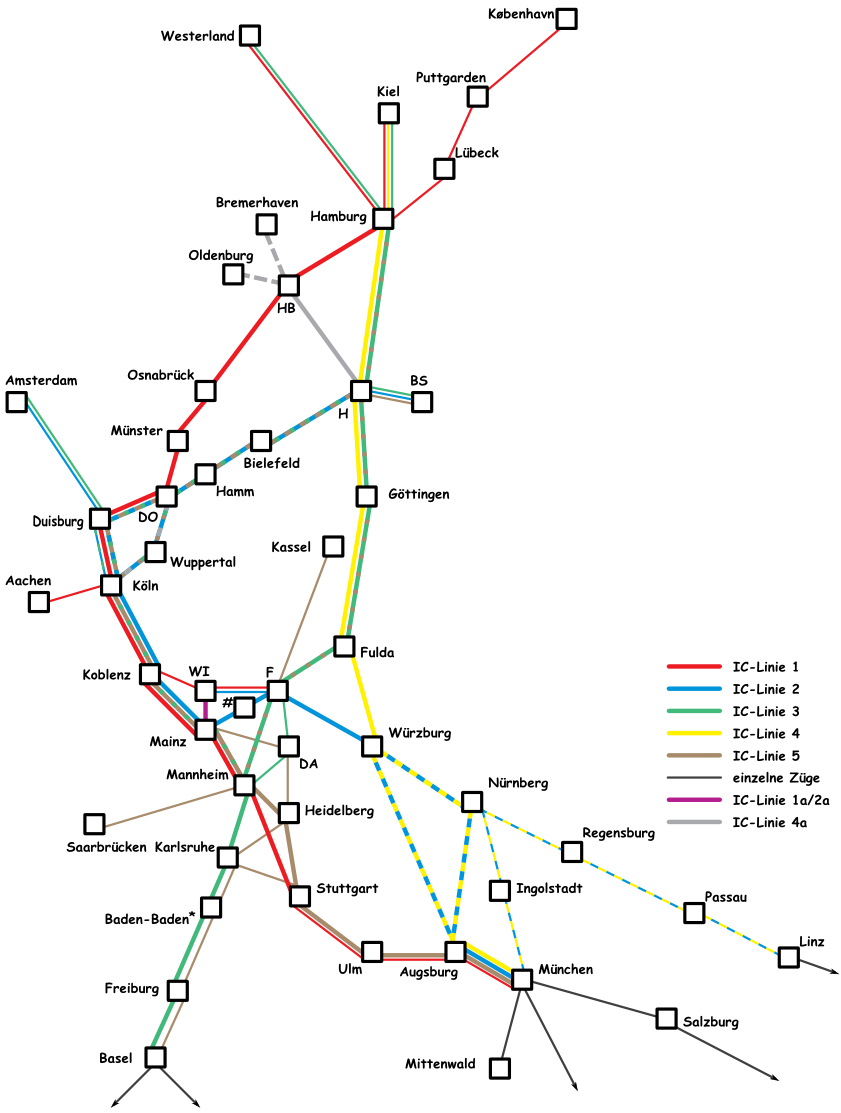
Deutsches Intercity-Netz 1988

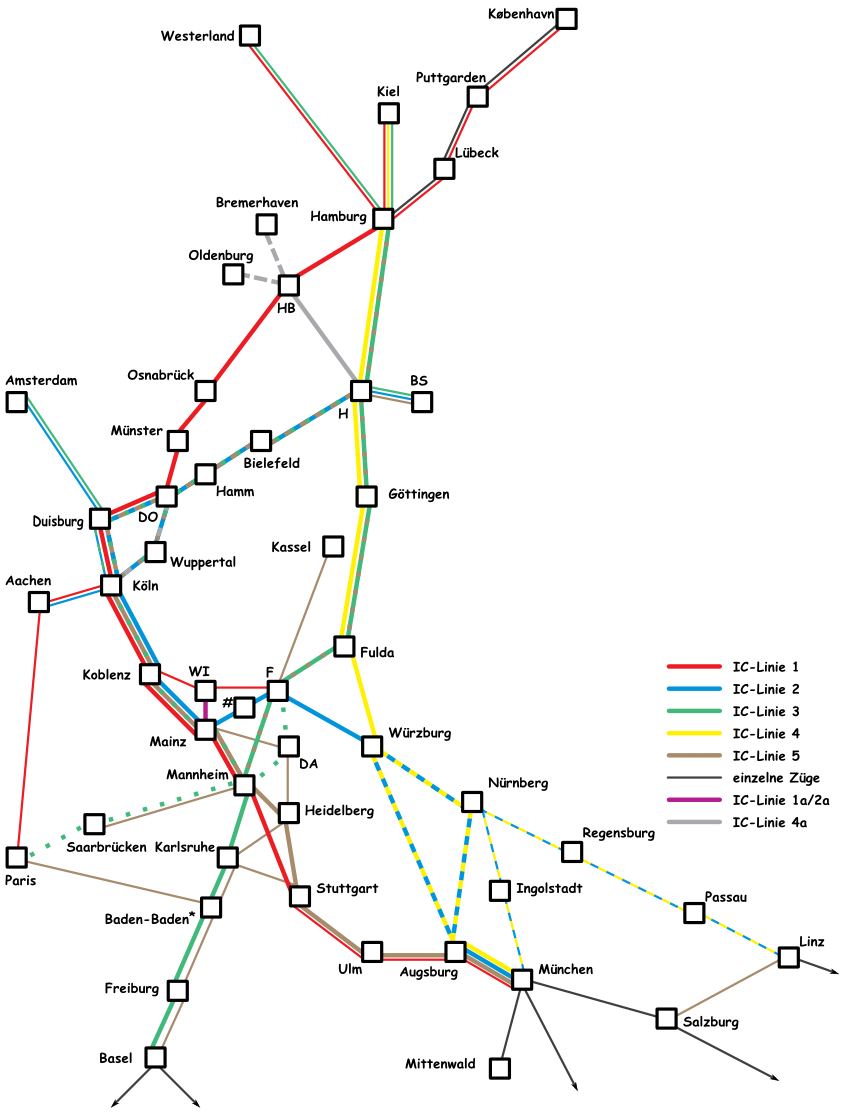
Deutsches Intercity-Netz 1989

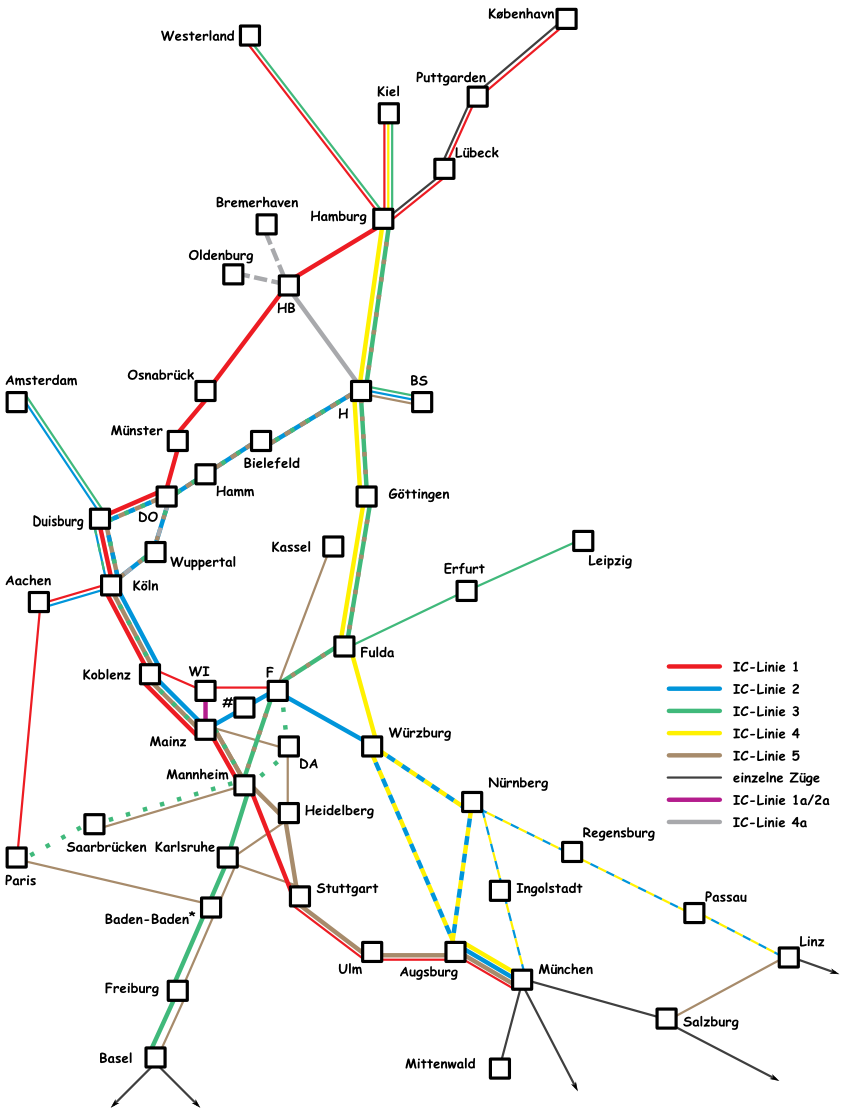
Deutsches Intercity-Netz 1990

Zu einer kleinen Änderung des Netzplanes kam es 1988 nach der Inbetriebnahme des ersten Teilstücks der Schnellfahrstrecke Mannheim–Stuttgart zwischen Mannheim und Graben-Neudorf. Die Linie 1 wurde (von einzelnen Zügen in Tagesrandlagen abgesehen) ab Koblenz statt über Wiesbaden nach Frankfurt nunmehr über Mainz und Mannheim und von dort unmittelbar nach Stuttgart geführt. Aus Mangel an Fahrplantrassen verkehrten die drei Linien der linken Rheinstrecke weiterhin im Abstand weniger Minuten hintereinander. Dies änderte sich erst 1991 mit dem Umbau des Bonner Hauptbahnhofs.
Im Frühjahr 1988 war außerdem das Teilstück Fulda-Würzburg der Schnellfahrstrecke Hannover–Würzburg fertiggestellt worden. Die Züge der Linie 4 befuhren ab Sommerfahrplan 1988 diesen Abschnitt, statt wie zuvor die Strecke über Gemünden und Jossa zu nutzen, was die Fahrzeit zwischen Fulda und Würzburg um knapp 30 Minuten reduzierte. Die zwanzig Tunnel auf diesem Teilstück erforderten jedoch der Einsatz von druckertüchtigtem Wagenmaterial. Auch die dort bisher eingesetzten Lokomotiven der Baureihe 103 mussten wegen fehlender Druckertüchtigung der Führerräume von der Linie 4 abgezogen und durch die damals fabrikneuen Serienlokomotiven der Baureihe 120 ersetzt werden.
Durch die um 30 Minuten zur IC-Linie 3 versetzt verkehrende Linie 4 wurde zwischen Hamburg und Fulda erstmals ein Halbstundentakt im Intercity-System angeboten. Zu den weiteren Neuerungen der über die Schnellfahrstrecke geführten Linie 4 zählte der durchgehende Einsatz von klimatisierten Wagen auch in der zweiten Klasse und ein neues Farbkonzept („InterCity-Rot“ auf Lichtgrau). Zusammen mit den ersten beiden neu geschaffenen Interregio-Linien wurden im Fernverkehr auf acht Linien 325 Züge pro Tag angeboten.
Da Wiesbaden nun vom IC-Netz abgehängt worden war, wurde die Linie 1a/2a eingerichtet, auf der sogenannte „Korrespondenz-IC-Züge“ mit dem Namen „Wiesbaden-City“ zweimal pro Stunde Wiesbaden mit Mainz verbanden. Diese bestanden aus einer Lokomotive der Baureihe 141 und zwei speziell für diese Strecke umgebauten Reisezugwagen. Um dabei den Lokwechsel viermal pro Stunde zu vermeiden, wurde an dieser Stelle neben einem gewöhnlichen Reisezugwagen der ersten Klasse – erstmals bei IC-Zügen – ein Steuerwagen zweiter Klasse eingesetzt. Mangels Nachfrage wurde das Angebot in den folgenden Jahren ausgedünnt bzw. modifiziert, (Linie 1a zweistündlich nach Frankfurt, Linie 2a stündlich nach Mainz) und später ganz eingestellt.
Abgesehen davon verkehrte der Lufthansa-Airport-Express ab dem Sommerfahrplan 1988 betrieblich nicht mehr als TEE, sondern ebenfalls als Intercity.
Ansonsten wurde das Netz bis zur Eröffnung der Neubaustrecken Hannover–Würzburg und Mannheim–Stuttgart im Wesentlichen beibehalten. Ab Sommer 1990 fuhr mit dem IC 154/155 „Johann Sebastian Bach“ zwischen Frankfurt (Main) und Leipzig das einzige deutsch-deutsche IC-Zugpaar; es war damit das erste in die Neuen Bundesländer.

### Streckennetz 1991
Mit Aufnahme des ICE-Verkehrs erfuhr das Intercity-System wesentliche Änderungen und Ergänzungen. Berlin wurde erstmals über die Linien 3 und 5 in das IC-System integriert; die durchschnittliche Reisegeschwindigkeit auf den fünf Linien betrug 107 km/h. Mit dem Sommerfahrplan 1991 wurden im DB-Fernverkehr täglich 613 Züge im Ein- oder Zwei-Stunden-Takt angeboten.
Nach der Deutschen Einheit erwies sich das hauptsächlich auf Nord-Süd-Verkehr ausgerichtete IC-Netz den neuen Anforderungen in keiner Weise gewachsen, aufgrund der maroden Gleisanlagen der Deutschen Reichsbahn waren aber vorerst nur kleinere Korrekturen möglich:

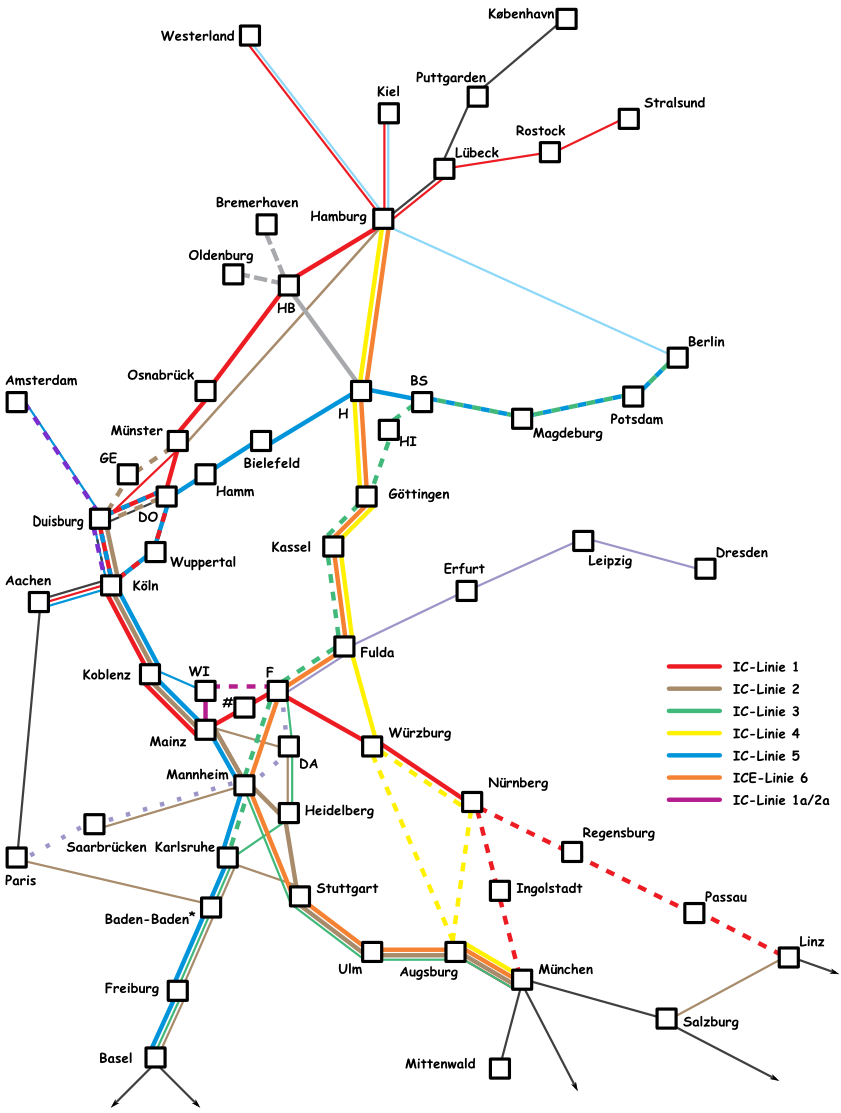
Deutsches ICE/IC-Netz 1991

Netzplan ab dem Fahrplanwechsel am 2. Juni 1991:
- IC-Linie 1 (rot): Hamburg-Altona – Bremen – Münster – Dortmund – Essen – Duisburg – Düsseldorf – Köln – Bonn – Koblenz – Mainz – Frankfurt Flughafen – Frankfurt – Aschaffenburg – Würzburg – Nürnberg – (Ingolstadt – München) oder (Regensburg – Passau – Linz – Wien) (zweistündlich im Wechsel)
- IC-Linie 1a (lila): Wiesbaden – Frankfurt (zweistündlich)
- IC-Linie 2 (braun): (Dortmund – Bochum –) oder (Münster – Recklinghausen – Gelsenkirchen –) Essen – Duisburg – Düsseldorf – Köln – Bonn – Koblenz – Mainz – Mannheim – Heidelberg – Stuttgart – Ulm – Augsburg – München (acht EC-Zugpaare über Salzburg nach Budapest, Klagenfurt, Wien oder Zagreb)
- IC-Linie 2a (lila): Wiesbaden – Mainz
- IC-Linie 3 (grün): Berlin – Potsdam – Magdeburg – Helmstedt – Braunschweig – Hildesheim – Göttingen – Kassel-Wilhelmshöhe – Fulda – Frankfurt – Mannheim – Karlsruhe (zweistündlich, ein EC-Zugpaar über Basel nach Zürich)
- IC-Linie 4 (gelb): Hamburg-Altona – Hannover – Göttingen – Kassel-Wilhelmshöhe – Fulda – Würzburg – Augsburg – München (zweistündlich über Nürnberg)
- IC-Linie 5 (blau): (zweistündlich Berlin – Potsdam – Magdeburg –) Braunschweig – Hannover – Bielefeld – Hamm – Dortmund – Hagen – Wuppertal – Solingen-Ohligs – Köln – Bonn – Koblenz – Mainz – Mannheim – Karlsruhe – Freiburg – Basel (neun EC-Zugpaare nach Brig, Chur, Genf, Interlaken, Mailand oder Sestri Levante)
- EC-Linie 5a (lila): Amsterdam – Utrecht – Emmerich – Oberhausen – Duisburg – Düsseldorf – Köln (zweistündlich, zwei EC-Zugpaare der Linie 5 nach Chur und Interlaken)
- ICE-Linie 6 (orange): Hamburg-Altona – Hannover – Göttingen – Kassel-Wilhelmshöhe – Fulda – Frankfurt – Mannheim – Stuttgart – Ulm – Augsburg – München
- IC-Linie 6a (grau): Oldenburg oder Bremerhaven – Bremen – Hannover

Darüber hinaus gab es weitere Relationen, die nur von einzelnen Zügen befahren wurden und im Kursbuch 1991/92 noch keine eigene Liniennummer erhalten hatten:
- EC-Linie (grau): Kopenhagen – Puttgarden – Lübeck – Hamburg (drei Zugpaare pro Tag, ab 1992 zweistündlich)
- IC-Linie (lila): Hamburg-Altona – Berlin (vier Zugpaare pro Tag, ab 1992 zweistündlich und weiter nach Dresden, später IC-Linie 7)
- IC/EC-Linie (grau): (Dresden –) Leipzig – Weimar – Erfurt – Gotha – Eisenach – Bebra – Fulda – Frankfurt – Darmstadt – Mannheim – Neustadt – Kaiserslautern – Homburg – Saarbrücken – Metz – Paris (vier bis fünf Zugpaare pro Tag, ab 1992 zweistündlich zwischen Dresden und Saarbrücken, später IC/EC-Linie 9)
- EC-Linie (lila): München – Kempten – Lindau – Zürich – Bern (drei Zugpaare pro Tag)
- EC-Linie (grau): München – Kufstein – Innsbruck – Bologna, Mailand oder Rom (drei Zugpaare pro Tag, dazu zwei Zugpaare der IC-Linie 2)

Bis auf sieben Zugpaare der Linien 1 und 5, die ihren Zuglauf zwischen Dortmund Hbf und Köln Hbf tauschten, fuhren alle IC auf „ihrer“ Linie, was das Netz wesentlich vereinfachte. Daneben wurde damit begonnen, ehemalige Fern-Express-Züge (FD) nunmehr als IC in den Taktfahrplan zu integrieren, zum Beispiel nach Oberstdorf, Mittenwald oder Berchtesgaden.
Zu den Zügen mit den längsten fahrplanmäßigen Fahrzeiten gehörten:
1. 29 „Prinz Eugen“: 15 h 44 min von Kiel nach Wien
2. 107 „Mont-Blanc“: 15 h 19 min von Berlin nach Genf
3. 13 „Paganini“: 15 h 19 min von Dortmund nach Bologna
4. 25 „Franz Liszt“: 15 h von Dortmund nach Budapest
5. 823 „Gorch Fock“: 14 h 13 min von Westerland nach Passau
6. 725 „Berchtesgadener Land“: 14 h von Hamburg-Altona nach Berchtesgaden

### Streckennetz 1992

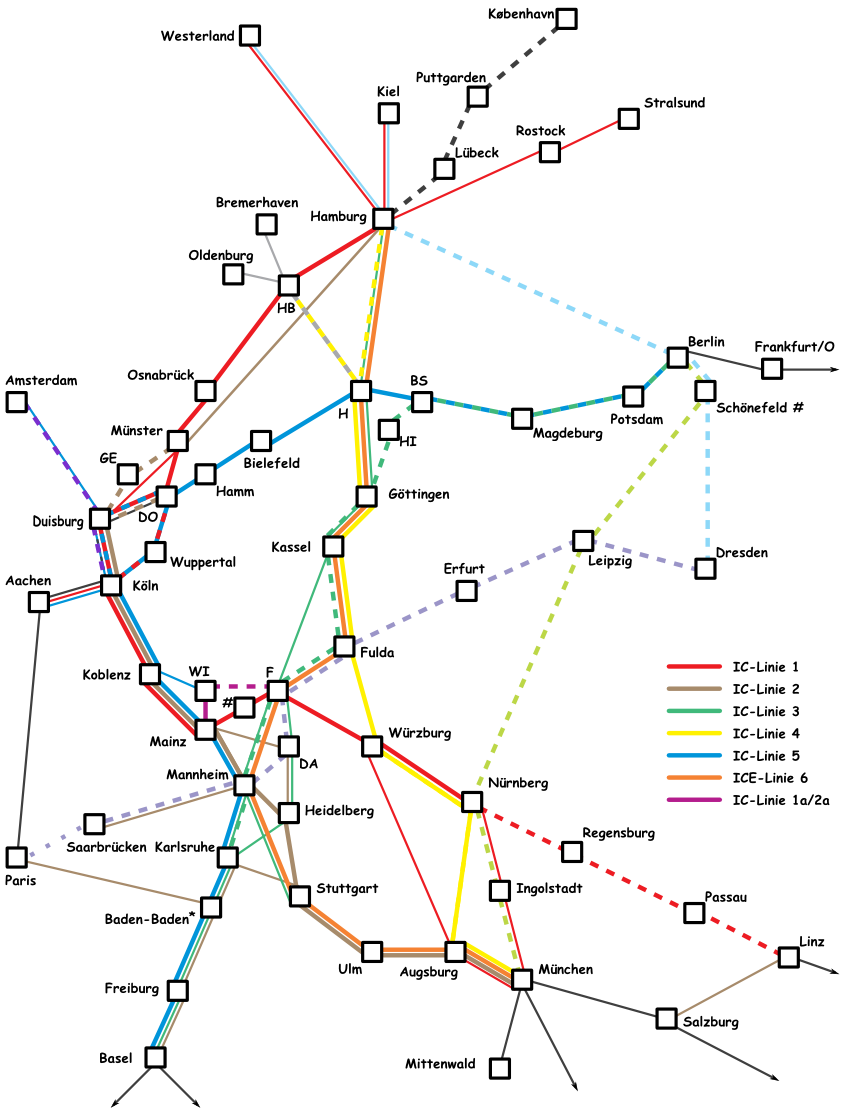
Deutsches ICE/IC-Netz 1992

Neben den in der obigen Aufzählung schon erwähnten Änderungen kamen zum Fahrplanwechsel am 31. Mai 1992 noch hinzu:
- IC-Linie 1 (rot): zweistündlich nur noch bis Nürnberg statt München
- IC-Linie 3 (grün): vier zusätzliche Zugpaare Hamburg-Altona – Hannover – Göttingen – Kassel-Wilhelmshöhe – Fulda – Frankfurt – Mannheim – Karlsruhe (– Basel – Zürich)
- ICE-Linie 4 (gelb): zweistündlich von Bremen statt Hamburg-Altona, stündlich über Nürnberg
- IC-Linie 6a (grau): zweistündlich Bremen – Hannover
- IC-Linie 8 (hellgrün): Berlin – Flughafen Berlin-Schönefeld – Leipzig – Naumburg – Jena – Saalfeld – Probstzella – Lichtenfels – Bamberg – Erlangen – Nürnberg – Ingolstadt – München (zweistündlich)

Zum größten Fahrplanwechsel in der Geschichte der Deutschen Reichsbahn wurde zum 31. Mai 1992 in den Neuen Bundesländern ein durchgehender Zwei-Stunden-Takt im IC/EC-Netz eingeführt, die Zahl der täglichen Züge gegenüber dem Vorjahr von 46 auf 90 erhöht.

### Streckennetz 1993

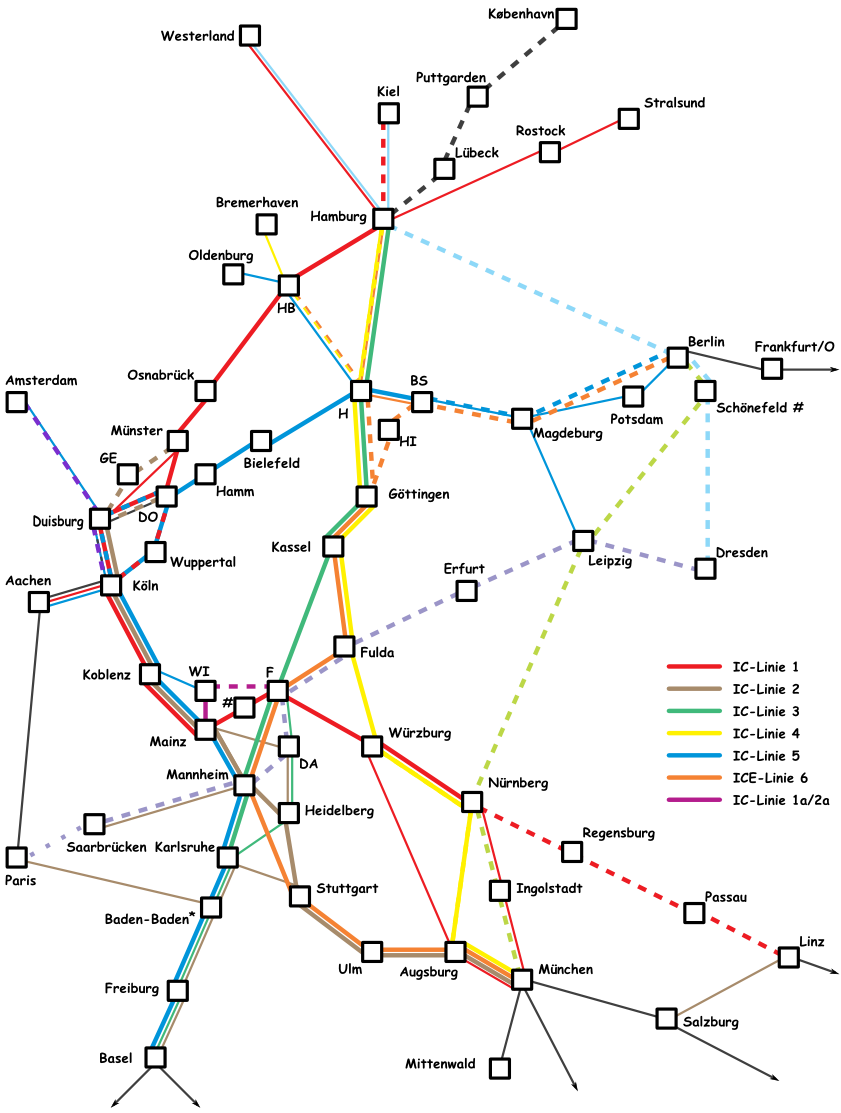
Deutsches ICE/IC-Netz 1993

Nach der Eröffnung weiterer Aus- und Neubaustrecken, insbesondere der Verkehrsprojekte Deutsche Einheit, wurden immer mehr IC-Linien durch ICE-Linien mit Hochgeschwindigkeitszügen ersetzt. Zunächst wurden die frei werdenden IC-Züge für den Verkehr in den neuen Bundesländern bzw. für den Verkehr zwischen DB und DR benötigt.
Mit der Einbeziehung Berlins ins ICE-Netz ab 1993 wurde das IC-Netz erneut verändert. Die ICE-Linie 6 fuhr nunmehr zweistündlich über Göttingen nach Berlin; die restlichen Züge fahren entweder nach Hamburg oder nach Bremen, später wurden auch diese Züge nach Berlin geführt.
Um zwischen Hannover und Bremen zumindest einen Zwei-Stunden-Takt anzubieten, werden einzelne Züge der ICE-Linie 4 statt wie bisher nach Hamburg nun auch nach Bremen geführt. Im Gegenzug wurde die IC-Linie 6a komplett eingestellt.

### Streckennetz von 1994 bis 2002
Ab 1996 wurde die IC-Linie 8 von Berlin nach Hamburg durchgebunden, womit gemeinsam mit der IC-Linie 7 zwischen der Hauptstadt und der Hansestadt bis 1998 der Stundentakt verwirklicht wurde.
Die IC-Linie 5 wurde ab 1997 von Hannover aus über Magdeburg und Leipzig nach Dresden statt Berlin geführt. Dafür wurde neu die ICE-Linie 10 von Berlin nach Köln/Bonn eingerichtet. Gleichzeitig wurde der Ast nach Basel, der bislang von der IC-Linie 5 bedient wurde, aufgegeben. Linienziel war nun Nürnberg. Ab 1998 befuhren die Züge der ICE-Linie 6 und ICE-Linie 10 dann die Neubaustrecke Berlin – Hannover.

### Streckennetz von 2002 bis 2014

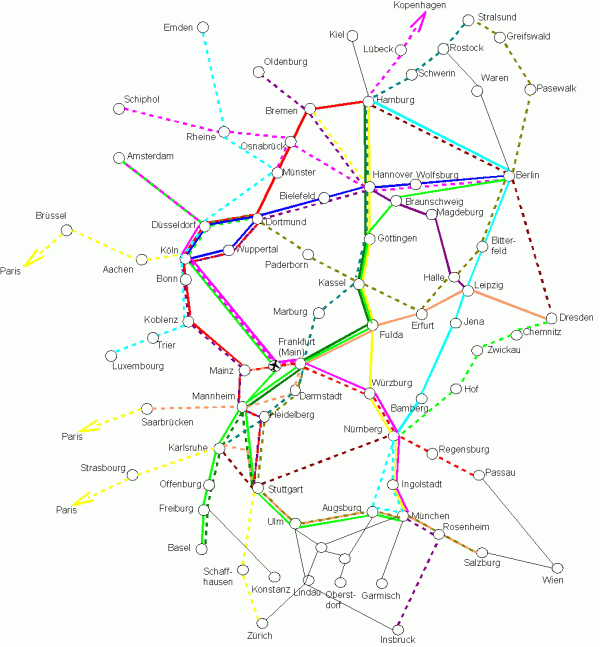
Taktlinien des deutschen Intercity(Express)-Netzes, 2007

Zum Jahresfahrplan 2002/2003 wurden in Deutschland die bis dahin im Fernverkehr zuschlagfreien Interregio-Züge abgeschafft und bei teilweise unverändertem Wagenmaterial und oft gleich gebliebener Reisegeschwindigkeit in zuschlagpflichtige Intercity-Züge umgewandelt.
Seither bedienen IC häufiger auch kleinere Städte. Mit der Eröffnung der Schnellfahrstrecke Köln–Rhein/Main übernahmen die IC-Züge vermehrt einen gewissen Parallelverkehr zu den ICE der Schnellfahrstrecke auf der Rheinstrecke. Insgesamt wurde durch diese Maßnahme das IC-Netz in Deutschland stark erweitert. Diese sind aber häufig nicht in getaktete Umsteigeverbindungen integriert. Gleichzeitig wurde das Fernverkehrsnetz mit Inbetriebnahme der Schnellfahrstrecke Köln–Rhein/Main neu geordnet und es wurden neue zweistellige Liniennummern vergeben.
Der Intercity übernahm somit die Aufgaben der ehemaligen Schnell-, Fern-Express- und UrlaubsExpress-Züge (UEx) sowie der Interregios (IR). Wie zu seiner Anfangszeit fährt er meist nur noch im Zweistundentakt, heute allerdings eher auf Strecken, für die der ICE (noch) nicht ausgerüstet ist. Tonangebend und von wenigen „Ausreißern“ in Form von (gleich schnellen) ICEs abgesehen im Stundentakt verkehrend ist der IC heute nur noch auf der Strecke Hamburg – Bremen – Ruhrgebiet – Köln – Rheinstrecke – Mainz.
Im Folgenden sind alle IC-Linien dargestellt, welche von der Neuordnung der Liniennummern im Jahr 2002 bis zum aktuellen Fahrplan existierten, aber im aktuellen Fahrplan nicht mehr bedient werden. Es handelt sich hier zumeist um ehemalige Interregio-Verbindungen.
| Linie | Zuglauf | Bemerkung                                                                            |
| ----- | --- | ------------------------------------------------------------------------------------ |
| IC 14 | Berlin – Riesa – Chemnitz | Ende 2006 eingestellt                                                                |
| IC 15 | (Binz –) Stralsund – Berlin – Halle – Weimar – Erfurt – Eisenach – Fulda – Frankfurt | 2005 durch IC 51 und ICE 50 ersetzt                                                  |
| IC 17 | Aachen – Köln – Düsseldorf – Dortmund – Hamm – Bielefeld – Hannover – Magdeburg – Berlin | Ende 2006 eingestellt                                                                |
| IC 18 | Berlin – Leipzig | 2005 durch ICE 28 ersetzt                                                            |
| IC 26 | (Binz –) Stralsund – Rostock – Hamburg – Hannover – Göttingen – Kassel-Wilhelmshöhe – Gießen – Frankfurt – Darmstadt – Heidelberg – Karlsruhe (– Baden-Baden – Offenburg – Singen – Konstanz)                                  | Zweistundentakt                                                                      |
| IC 26 | (Greifswald –) Stralsund – Rostock – Hamburg – Bremen – Münster – Essen – Duisburg – Düsseldorf – Köln (– Mainz – Mannheim – Heidelberg – Stuttgart)                                                                           | Zweistundentakt                                                                      |
| IC 26 | (Westerland –) Hamburg – Hannover – Göttingen – Kassel-Wilhelmshöhe – Fulda – Würzburg (– Nürnberg – Passau) / – Augsburg (– Oberstdorf / – München – Berchtesgaden)                                                           | Ende 2014 im Abschnitt Nürnberg – Passau eingestellt                                 |
| IC 35 | Norddeich Mole – Emden – Rheine – Münster – Gelsenkirchen – Duisburg – Düsseldorf – Köln – Bonn – Koblenz (– Trier – Luxemburg) / (– Mainz – Mannheim – Stuttgart / – Karlsruhe – Baden-Baden – Offenburg – Singen – Konstanz) | Ende 2014 im Abschnitt Koblenz – Trier – Luxemburg und Mainz – Stuttgart eingestellt |
| IC 65 | Dresden – Chemnitz – Hof – Nürnberg | 2006 durch Franken-Sachsen-Express ersetzt                                           |
| IC 66 | Frankfurt – Würzburg – Nürnberg – München | 2005 durch ICE 41 ersetzt                                                            |
| EC 94 | Dresden – Görlitz – Wrocław – Warszawa | Ende 2006 eingestellt                                                                |
| EC 99 | Hamburg-Altona – Salzwedel – Berlin – Cottbus – Wrocław – Krakau | Ende 2014 eingestellt                                                                |

### Zukünftiges Liniennetz
Die Deutsche Bahn kündigte im März 2015 an, im Rahmen eines neuen IC-Netzes („IC-neu“) bis 2030 bis auf Offenbach, Bremerhaven, Herne, Bottrop, Moers, Neuss, Remscheid, Bergisch Gladbach und Salzgitter alle deutschen Großstädte im Zwei-Stunden-Takt anzubinden. Dabei sollen 190 neue Direktverbindungen aus der Fläche in die 50 größten Städte angeboten werden. Zum Einsatz kommen sollen 120 neue Doppelstock-Züge, die die bestehenden IC-Reisezugwagen komplett ablösen sollen. Jährlich sollen die Intercity-Züge 42 Millionen Kilometer zurücklegen.
Das zukünftige Liniennetz umfasst dabei viele ehemalige Interregio-Relationen. Auf mehreren Strecken des IC-neu-Netzes wurde zuletzt kaum oder kein Fernverkehr mehr angeboten. Nach Angaben der Deutschen Bahn erhalten durch die Umstrukturierung fünf Millionen Einwohner eine Fernverkehrsanbindung.
Auf dem Kernnetz sollen die Intercity-Linien in ICE-Linien umgewandelt werden. Diese Strecken sind in der nachfolgenden Tabelle kursiv gesetzt.
| Zuglauf | aktuelle / neue Linie | Fahrzeugeinsatz                                                  | Zeitpunkt    | Bemerkung                                                                                |
| --- | --------------------- | ---------------------------------------------------------------- | ------------ | ---------------------------------------------------------------------------------------- |
| Warnemünde – Rostock – Waren(Müritz) – Neustrelitz – Oranienburg – Berlin (– Flughafen BER) – Elsterwerda – Dresden – Freiberg – Chemnitz                                                                                             | – 17                  | Stadler KISS                                                     | seit 06/2022 | „IC-neu“                                                                                 |
| (Hamburg – Schwerin – Rostock –) Stralsund – Prenzlau – Berlin | 26, 32, 50            | Intercity 2                                                      | bis 12/2026  | „IC-neu“                                                                                 |
| Binz – Stralsund – Rostock – Schwerin – Hamburg | 26, 30                | Intercity 2                                                      |              | „IC-neu“, einzelne Züge                                                                  |
| Westerland – Hamburg – Hannover – Kassel-Wilhelmshöhe – Gießen – Frankfurt | 26                    | ICE L                                                            |              | Umwandlung in ICE                                                                        |
| Westerland – Hamburg – Hannover – Kassel-Wilhelmshöhe – Würzburg – Ansbach – Augsburg – Oberstdorf bzw. Augsburg – München – Berchtesgaden                                                                                            | 26                    | ICE L                                                            |              | Umwandlung in ICE, einzelne Züge                                                         |
| Leipzig – Naumburg – Jena – Saalfeld – Kronach – Lichtenfels – Bamberg – Erlangen – Nürnberg (– Ansbach – Crailsheim – Ellwangen – Aalen – Schwäbisch Gmünd – Schorndorf – Stuttgart – Vaihingen – Mühlacker – Pforzheim – Karlsruhe) | 28, 61                | Intercity 2                                                      | ab 12/2023   | „IC-neu“                                                                                 |
| Hamburg – Bremen – Osnabrück – Münster – Dortmund – Duisburg – Düsseldorf – Köln – Koblenz – Mainz – Stuttgart | 30                    | ICE 4                                                            |              | Umwandlung in ICE                                                                        |
| Hamburg – Bremen – Osnabrück – Münster – Dortmund – Duisburg – Düsseldorf – Köln – Koblenz – Frankfurt – Würzburg – Nürnberg – Passau – Wien                                                                                          | 31, 91                | ICE T                                                            |              | Durchbindung, Umwandlung in ICE                                                          |
| Berlin – Stendal – Wolfsburg – Hannover – Bielefeld – Dortmund – Köln | 32                    | ICE 4                                                            |              | Umwandlung in ICE                                                                        |
| Dortmund – Duisburg – Düsseldorf – Köln – Koblenz – Mainz – Mannheim – (Karlsruhe – Singen – Konstanz) bzw. (Stuttgart – Ulm – Memmingen – Kempten – Oberstdorf)                                                                      | 32                    | Intercity 2 (Dortmund–Konstanz) bzw. ICE L (Dortmund–Oberstdorf) |              | „IC-neu“ (Dortmund–Konstanz) bzw. Umwandlung in ICE (Dortmund–Oberstdorf), einzelne Züge |
| Saarbrücken – Kaiserslautern – Mannheim – Heidelberg – Stuttgart – Ulm – Friedrichshafen – Lindau | (32)                  | Intercity 2                                                      | bis 12/2029  | „IC-neu“, nach Elektrifizierung Südbahn                                                  |
| (Norddeich – Leer – Rheine –) Münster – Hamm – Dortmund / Unna – Siegen – Wetzlar – Frankfurt | – 34                  | Intercity 2                                                      | seit 12/2021 | „IC-neu“                                                                                 |
| (Norddeich – Leer – Rheine – Münster – Gelsenkirchen – Oberhausen – Duisburg – Düsseldorf – Köln – Bonn –) Koblenz – Trier | 35                    | Intercity 2                                                      | ab 12/2030   | „IC-neu“                                                                                 |
| Leipzig – Erfurt – Fulda – Frankfurt – Mainz – Wiesbaden | 50                    | ICE T                                                            |              | Rückumwandlung in ICE via SFS                                                            |
| Chemnitz – Gera – Jena – Erfurt – Kassel-Wilhelmshöhe – Paderborn – Dortmund – Duisburg – Düsseldorf | 51                    | Intercity 2                                                      | bis 12/2032  | „IC-neu“, nach Elektrifizierung Weimar–Gera–Gößnitz                                      |
| Dresden – Leipzig – Halle – Magdeburg – Braunschweig – Hannover – Bielefeld – Dortmund – Wuppertal – Köln | 55                    | Intercity 2                                                      | ab 12/2015   | „IC-neu“                                                                                 |
| Aachen – Mönchengladbach – Viersen – Krefeld – Duisburg (– Dortmund) | –                     | Intercity 2                                                      | bis 12/2030  | „IC-neu“                                                                                 |
| (Norddeich – Bremen – Hannover – Braunschweig –) Magdeburg – Berlin – Cottbus | 56                    | Intercity 2                                                      | ab 12/2022   | „IC-neu“                                                                                 |
| Schwerin – Stendal – Magdeburg (– Halle – Leipzig) | 56                    | Intercity 2                                                      | ab 12/2022   | „IC-neu“, derzeit nur ein saisonaler IC                                                  |
| Basel – Karlsruhe – Stuttgart – Ulm – Augsburg – München | 60                    | ICE 1                                                            | seit 12/2022 | Umwandlung in ICE via NBS                                                                |
| Nürnberg – Ansbach – Crailsheim – Ellwangen – Aalen – Schwäbisch Gmünd – Schorndorf – Stuttgart – Vaihingen – Mühlacker – Pforzheim – Karlsruhe                                                                                       | 61                    | Intercity 2                                                      | ab 12/2017   | „IC-neu“                                                                                 |
| Nürnberg – Ansbach – Crailsheim – Schwäbisch Hall-Hessental – Stuttgart (– Horb – Tuttlingen – Singen – Schaffhausen – Zürich) | 61 87                 | Intercity 2                                                      | ab 12/2018   | „IC-neu“, zugunsten Regional-Express verworfen                                           |
| Bamberg – Schweinfurt – Würzburg – Heilbronn – Stuttgart – Reutlingen – Tübingen | – 61                  | Intercity 2                                                      | bis 12/2028  | „IC-neu“                                                                                 |
| Amsterdam – Rheine – Osnabrück – Hannover – Berlin | 77                    | ICE L                                                            | ab 2024      | Umwandlung in ICE                                                                        |
| Stuttgart – Horb – Tuttlingen – Singen – Schaffhausen – Zürich | 87                    | Stadler KISS                                                     | ab 12/2022   | „IC-neu“                                                                                 |
| Stuttgart – Konstanz |                       | Intercity 2                                                      | ab 12/2017   | 2× täglich                                                                               |
| Rostock – Berlin – Dresden – Chemnitz – Zwickau – Hof – Regensburg – Landshut – München |                       | Intercity 2                                                      | ab 2030      | „IC-neu“, nach Elektrifizierung Hof–Regensburg                                           |

## Fahrplanprobleme

### Bundeswehr-InterCity
An seine Grenzen kam das InterCity-System an Freitagen und Sonntagen, wobei besonders der Bundeswehr-Wochenendpendler-Verkehr zwischen Hamburg/Schleswig-Holstein und Köln (– Koblenz) große Probleme verursachte. Während der 1970er und 1980er Jahre dienten etwa 200.000 Wehrpflichtige, viele von ihnen waren nördlich und/oder östlich von ihren Wohnorten stationiert und hatten jedes Wochenende oft mehrere Hundert Kilometer zurückzulegen, für die sie Freifahrscheine bekamen, so dass sich ein entsprechender Ansturm auf das Fernzugnetz der Deutschen Bundesbahn ergab. Anfangs setzte diese Entlastungszüge ein, bestehend aus herkömmlichen Schnellzugwagen oder n-Wagen. Wegen der geringen Höchstgeschwindigkeit dieser Züge (140 km/h) wurden sie unterwegs von den regulären, aber überfüllten InterCitys überholt. 
Als Konsequenz daraus wurden an Freitagen in Nord-Süd- und an Sonntagen in Süd-Nord-Richtung zusätzlich zu Regelzügen und Bundeswehr-Schnellzügen spezielle Bundeswehr-InterCitys eingesetzt, die nur aus einem Avmz-Wagen, einem IC-Barwagen sowie einer großen Anzahl Wagen der zweiten Klasse bestanden, zumeist nicht klimatisierte Bm235, die in den regulären InterCitys durch Bpmz- und später Bvmz-Wagen ersetzt worden waren. Diese Züge waren zwar auch für den allgemeinen Reiseverkehr freigegeben, wurden aber von manchen Fahrgästen gemieden. Für die Reisenden waren sie an ihrer Zugnummer erkennbar, anfangs im Bereich 1500/1600, später 900, da die Zugnummern im Kernnetz damals immer unter 900 lagen, sowie oft auch an der Namensgebung (bevorzugt mit Bezug zur See oder Greifvögel, so Seeadler, Kranich, Kormoran, Bussard, Sperber), ihren abseits der Großstädte liegenden Zielbahnhöfen wie Kiel, Eckernförde, Lüneburg, Hildesheim, Goslar, Munster/Örtze und ab dem Sommer 1990 zusätzlich in den Aushangfahrplänen durch den Hinweis „Besonders geeignet für Bundeswehr-Familienheimfahrten“, der ab Sommer 1991 auch als Fußnote 30 in den Kursbuchtabellen erschien. Anfang der 1980er Jahre wurde die Entwicklung im Bundeswehr-Wochenendverkehr wie folgt beschrieben:

„Der Bundeswehrurlauberverkehr auf den Linien 1 und 2 war noch immer nicht im ‚Griff‘. Er bereitete den Verantwortlichen der DB erhebliche Sorgen, kam es doch zu laufenden Beschwerden der übrigen Reisenden wegen des teilweise ‚ruppigen‘ Verhaltens der Wehrpflichtigen. Auch der Einsatz von Bundeswehrstreifen brachte keine durchgreifende Besserung. Außerdem waren nach wie vor bestimmte IC chronisch überbesetzt. So mußten bereits zum Sommerabschnitt folgende Änderungen bei den Wochenend-IC der Linien 1 und 2 durchgeführt werden (Züge in Süd- bzw. Westrichtung jeweils freitags, in der Gegenrichtung jeweils sonntags):
1. IC 1516 ‚Seelöwe‘ über Hamburg-Altona hinaus verlängert bis Flensburg,
2. IC 1508 ‚Seestern‘ beginnt aus Umlaufgründen erst in Köln,
3. IC 1524 ‚Hohensyburg‘ wird über Hannover hinaus als D bis Hildesheim verlängert,
4. IC 1606 ‚Seewind‘ neue Leistung Köln – Essen – Recklinghausen – Hamburg-Altona,
5. IC 1610 ‚Seeschwalbe‘ wird über Altona hinaus bis Westerland für die nordfriesischen Garnisonen verlängert, ab Altona als D,
6. IC 1624 ‚Weserbergland‘ wird über Hannover hinaus über Lehrte – Hildesheim – Elze als D bis Göttingen für die dortigen Garnisonen verlängert.

Diese Maßnahmen reichten aber immer noch nicht aus, so daß zum Winterabschnitt folgende Änderungen erforderlich wurden:
1. IC 1508 ‚Seestern‘ beginnt wieder in Koblenz,
2. IC 1509 ‚Albatros‘ wird bis Koblenz als IC verlängert,
3. IC 1542 ‚Weserbergland‘ verkehrt statt nach Düsseldorf wieder nach Köln-Deutz (tief).“

Zwischen Hamburg und Köln fuhren die regulären Züge für Bundeswehr-Reisende kontingentiert (zuerst zwei, kurze Zeit vier Wagen), hierzu mussten in den Standorten Berechtigungskarten zusätzlich zu den Fahrkarten erbeten werden, die nach der Nutzung am Wochenende zurückzugeben waren. Nach der deutschen Wiedervereinigung hatten sich die Probleme deutlich entspannt.
In den 2000er Jahren wurden die Bundeswehr-Zusatzzüge vorwiegend mit ehemaligen IR-Wagen gefahren, sodass diese Züge häufig aus acht bis neun Wagen der Gattung Bimz bestanden, teilweise ergänzt um ein Bordbistro. Großraumwagen fand man selten, ebenso die erste Wagenklasse.
Mit Aussetzung der allgemeinen Wehrpflicht 2011 wurden spezielle Bundeswehr-IC-Verbindungen weitgehend eingestellt bzw. durch reguläre Wochenend-Verstärkerzüge ersetzt.

### Entlastungszüge und Einzelverkehre
Schon in den ersten Jahren des IC79-Konzepts bestand das Problem, dass die Züge mit den zahlreichen Wagen der zweiten Klasse ohnehin schon recht lang waren und wegen der begrenzten Bahnsteiglängen nicht mehr einfach um einige Wagen verstärkt werden konnten. An Tagen mit besonders großer Nachfrage (freitags und sonntags sowie zu Schulferienbeginn und -ende) wurden daher schon einige Wochen im Voraus Entlastungszüge eingeplant und in den ersten Jahren auch in eigenen Fahrplanheften („Zusätzliche Züge zum Intercity-System“) und speziellen Aushängen auf den IC-Haltebahnhöfen bekanntgegeben. Als Zugnummern bekamen die Entlastungszüge zumeist die (maximal dreistellige) Nummer des Stammzuges, die um 10000, 11000 oder 15000 erhöht wurde. Ihr Laufweg konnte dabei durchaus nur die am stärksten nachgefragten Abschnitte des Stammzug-Laufwegs umfassen.
Weil die 200 km/h schnellen Lokomotiven der Baureihe 103 für die Stammzüge verplant waren, wurden diese Züge meist mit den etwas langsameren Loks der Baureihen 110 und 111 gefahren. Da diese Entlastungszüge aber meist deutlich kürzer und leichter waren als die Stammzüge (typischerweise circa 5 bis 7 Wagen gegenüber 11 bis 14 bei den Stammzügen), konnten sie trotz schwächerer Bespannung nahezu dieselben Fahrzeiten erreichen. Ihr Wagenmaterial war notgedrungen einfacher und entsprach nicht immer den aktuellen IC-Farben; Speisewagen und klimatisierte Wagen wurden in der Regel nicht mitgeführt. Als Beispiel für besonders viele Entlastungszüge sei an dieser Stelle Sonntag, der 3. Januar 1988 genannt: An diesem Tage verkehrten allein auf der Rheinstrecke zwischen Köln und Mainz 14 IC-Entlastungszüge, davon die meisten in Süd-Nord-Richtung.
Im Laufe der Jahre wurden immer weniger Entlastungszüge eingeplant, auch wurde die Verteilung der entsprechenden Fahrplanhefte eingestellt. Seit einigen Jahren werden von der Deutschen Bahn wieder vermehrt planmäßig Intercitys als Entlastungszüge für den ICE eingesetzt, was eine Zeit lang nur an besonderen Stoßtagen (zum Beispiel vor Weihnachten) mit Sonderfahrplänen üblich war. Dabei werden zusätzliche Züge, meist in zeitlicher Nähe zu den planmäßigen Fahrten von ICEs eingesetzt, diese Züge verkehren insbesondere an den starken Verkehrstagen Freitag und Sonntag sowie vor bzw. nach vielen Feiertagen (Ostern, Christi Himmelfahrt, Pfingsten etc.).
Außerdem gibt es noch einige Zugpaare, die täglich oder zumindest regelmäßig verkehren und vornehmlich dem umsteigefreien Urlaubsverkehr dienen (zum Beispiel Hamburg–Berchtesgaden, Heidelberg–Köln–Hamburg–Westerland, Ruhrgebiet–Oberstdorf). Diese Züge nehmen aber durch Einbindung in bestehende Fahrplanlagen durchaus auch reguläre Taktfahrten mit wahr.
Ferner verkehren wenige Nacht-Intercity, die zumeist für Fernpendler mit gegenüber dem Tagnetz abweichenden Wegen oder Halten unterwegs sind.
Seit Dezember 2017 betreibt die luxemburgische CFL ein tägliches Zugpaar zwischen Luxemburg und Düsseldorf über Trier, Koblenz und Köln. Von Trier bis Koblenz kann der Nahverkehrstarif und auch die Freifahrt genutzt werden, da der Zug hier als Regional-Express der Linie 11 verkehrt. Nördlich von Koblenz handelt es sich um einen Intercity, weshalb auf diesem Abschnitt der teurere Fernverkehrstarif der DB gilt. Es werden doppelstöckige Triebwagen der Baureihe Stadler KISS eingesetzt.
| Linie | Strecke | Takt        |
| ----- | --- | ----------- |
| IC 37 | Düsseldorf – Köln – Bonn – Remagen – Andernach – Koblenz – Kobern-Gondorf – Treis-Karden – Cochem – Bullay – Wittlich – Schweich – Trier – Wasserbillig – Luxemburg | ein Zugpaar |

### Pünktlichkeit
Die erste Fahrplanperiode des IC-Verkehrs in Deutschland war nicht überall von Pünktlichkeit begleitet. Eine Untersuchung von sechs Zügen, die während des Winterfahrplans 1971/72 über durchschnittlich jeweils etwa 100 Tage beobachtet wurden (TEE 32, TEE 33, IC 115, IC 117, IC 130 und IC 135) ergab, dass der grenzüberschreitende TEE 33 nur in 25 % der Fälle fünf Minuten oder weniger verspätet, nach heutiger DB-Definition also „pünktlich“ war. An vier der Beobachtungs-Tage hatte er sogar über 30 Minuten Verspätung, wobei allerdings an drei dieser Tage ein Ersatzzug (Baureihe 110 mit zwei nicht klimatisierten Erste-Klasse-Wagen) verkehrte. Klammert man den TEE 33 aus, so ergibt sich für die übrigen fünf Züge nach heutiger DB-Definition eine Pünktlichkeit von immerhin 80 %. Im Einzelnen:
- 38 % auf die Minute pünktlich
- 42 % Verspätung 1 bis 5 Minuten
- 12 % Verspätung 6 bis 10 Minuten
- 5 % Verspätung 11 bis 15 Minuten
- 2 % Verspätung 16 bis 30 Minuten
- 0,2 % Verspätung über 30 Minuten

Die damalige Untersuchung kommt zu folgenden Aussagen: „Verspätungen von 20 Minuten und mehr im IC-Verkehr waren im Winterfahrplan 1971/72 keine Seltenheit. Um nun wieder einen besseren Pünktlichkeitsgrad zu erreichen, wurden die Fahrpläne im Sommerfahrplan 1972 entspannt, was bei den Intercityzügen zu Fahrzeitverlängerungen zwischen 10 und 20 Minuten und darüber führte. (…) Allgemein kann zur Pünktlichkeit dieser Züge folgendes gesagt werden: im Winterfahrplan 1971/72 waren die Züge aus Hamburg und Hannover einigermaßen pünktlich, während die aus München kommenden Züge und die im grenzüberschreitenden Verkehr gefahrenen TEE-Züge meist größere Verspätungen aufwiesen. Durch die Fahrzeitstreckung im derzeit gültigen Fahrplan treten Verspätungen über 15 Minuten nicht mehr so häufig auf, die Einplanung von Langsamfahrstellen macht sich hier wohl bemerkbar. Die gelegentliche Bespannung mit Loks der Baureihen 110 bzw. 112 hat wenig Einfluß auf die Pünktlichkeit, außerdem wird sie auch immer seltener.“
Während der Blütezeit des „westdeutschen“ InterCity-Netzes aus vier bzw. fünf Linien in den 1980er Jahren war festzustellen, dass auch damals längst nicht alle Züge pünktlich waren, die Anschlüsse von IC-Zügen untereinander jedoch außerordentlich verlässlich sichergestellt wurden, was zu einer hohen Reisekettenpünktlichkeit für den Fahrgast führte und damit zu einer guten Planbarkeit einer Fernverkehrsreise.
Die Stiftung Warentest wertete zwischen dem 23. September und 31. Oktober 2007 (ohne Streiktage) die Ankunftszeiten von 94.136 Zügen an ihren Endbahnhöfen in zehn Großstädten zwischen 6 und 24 Uhr aus. Laut dieser Erhebung waren von 23.261 Fernzügen 46 Prozent höchstens eine Minute verspätet, 16 Prozent zwei bis drei Minuten, 10 Prozent vier bis fünf, 12 Prozent sechs bis zehn, 8 Prozent 11 bis 20, 3 Prozent 21 bis 30 sowie 4 Prozent mehr als 30 Minuten verspätet.
Die Deutsche Bahn wies das Ergebnis der Erhebung zurück und sprach von einer Gesamtpünktlichkeit im Personenverkehr von „deutlich über 90 Prozent“ im Jahr 2007, ohne konkretere Zahlen zu nennen.